# Göda

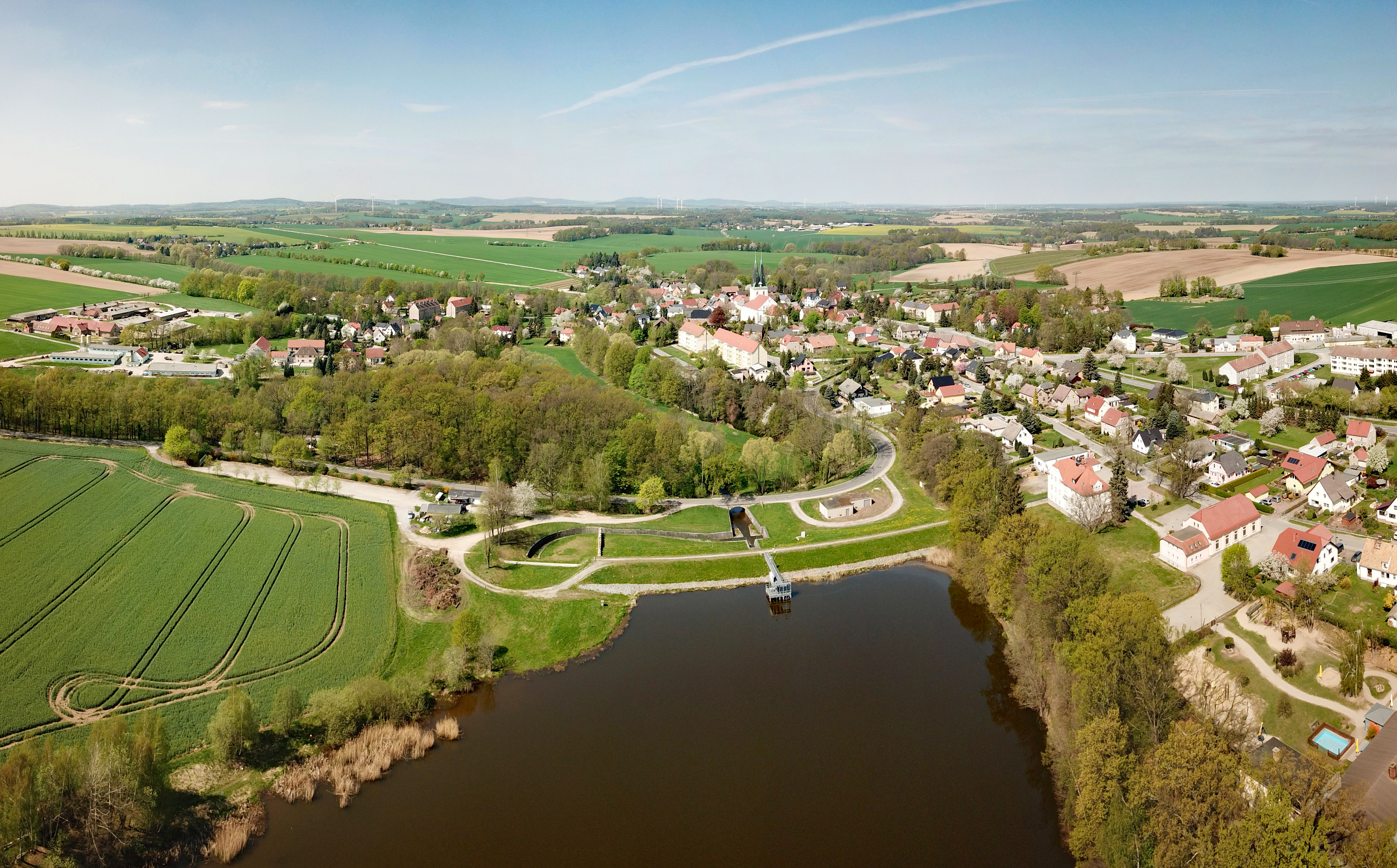
Göda aus der Luft (Blick Richtung Westen; im Vordergrund Rückhaltebecken und Gödaer Schanze)

Göda, sorbisch Hodźijⓘ, ist ein Ort und die gleichnamige Gemeinde in der Oberlausitz westlich von Bautzen. Die Gemeinde zählt zum amtlichen Siedlungsgebiet der Sorben.

## Geografie
Die Gemeinde Göda befindet sich im fruchtbaren Altsiedelland des Oberlausitzer Gefildes westlich der Stadt Bautzen. Der Ort selbst erhebt sich am rechten Ufer des Langen Wassers, welches hier seit Jahrhunderten von einer Furt durchquert wurde. Auch die heutige Staatsstraße 111 (vormals B 6) folgt im Wesentlichen dem Verlauf dieses alten Handelsweges. Am höchsten Punkt im Ort steht die Pfarrkirche St. Peter und Paul. Südlich des Ortes verläuft die Bahnstrecke Görlitz–Dresden mit dem Haltepunkt Seitschen auf Gemeindegebiet.
Das Lange Wasser führte insbesondere in den Jahren 1897, 1945 und 1981 verheerende Hochwasser, die erhebliche Schäden anrichteten. Daher wurden nach dem Zweiten Weltkrieg mehrere Rückhaltebecken am Oberlauf errichtet. Das Gödaer Becken wurde 1962 in Betrieb genommen.

### Gemeindegliederung
Die Gemeinde besteht aus sechs Hauptortsteilen, denen jeweils noch kleinere Dörfer zugeordnet sind:
| - Coblenz (Koblicy), 52 Einwohner - Dobranitz (Dobranecy), 15 Ew. - Kleinpraga (Mała Praha), 27 Ew. - Nedaschütz (Njezdašecy), 160 Ew. - Pietzschwitz (Běčicy), 93 Ew. - Zischkowitz (Čěškecy), 31 Ew. - Göda (Hodźij), 822 Ew. - Birkau (Brěza), 99 Ew. - Buscheritz (Bóšericy), 14 Ew. - Dahren (Darin), 41 Ew. - Döbschke (Debiškow), 33 Ew. - Jannowitz (Janecy), 25 Ew. - Semmichau (Zemichow), 79 Ew. - Kleinförstchen (Mała Boršć), 80 Ew. - Dreistern (Tři Hwězdy), 30 Ew. - Neu-Bloaschütz (Nowe Błohašecy), 28 Ew. - Oberförstchen (Hornja Boršć), 145 Ew. - Preske (Praskow), 41 Ew. - Siebitz (Dźiwoćicy), 74 Ew. | - Prischwitz (Prěčecy), 159 Ew. - Dreikretscham (Haslow), 70 Ew. - Liebon (Liboń), 9 Ew. - Muschelwitz (Myšecy), 77 Ew. - Paßditz (Pozdecy), 38 Ew. - Sollschwitz (Sulšecy), 131 Ew. - Storcha (Baćoń), 88 Ew. - Zscharnitz (Čornecy), 25 Ew. - Seitschen (Žičeń), 186 Ew. - Kleinseitschen (Žičenk), 88 Ew. - Spittwitz (Spytecy), 103 Ew. - Leutwitz (Lutyjecy), 52 Ew. - Neuspittwitz (Nowe Spytecy), 96 Ew. |

## Geschichte

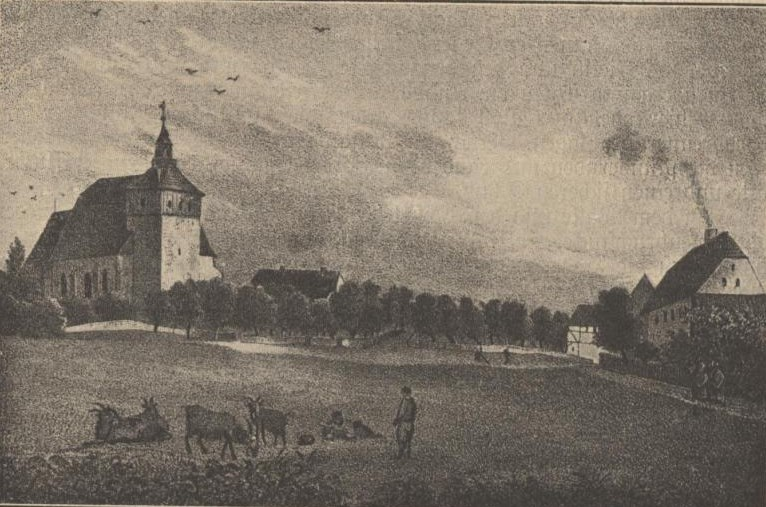
Göda um 1840

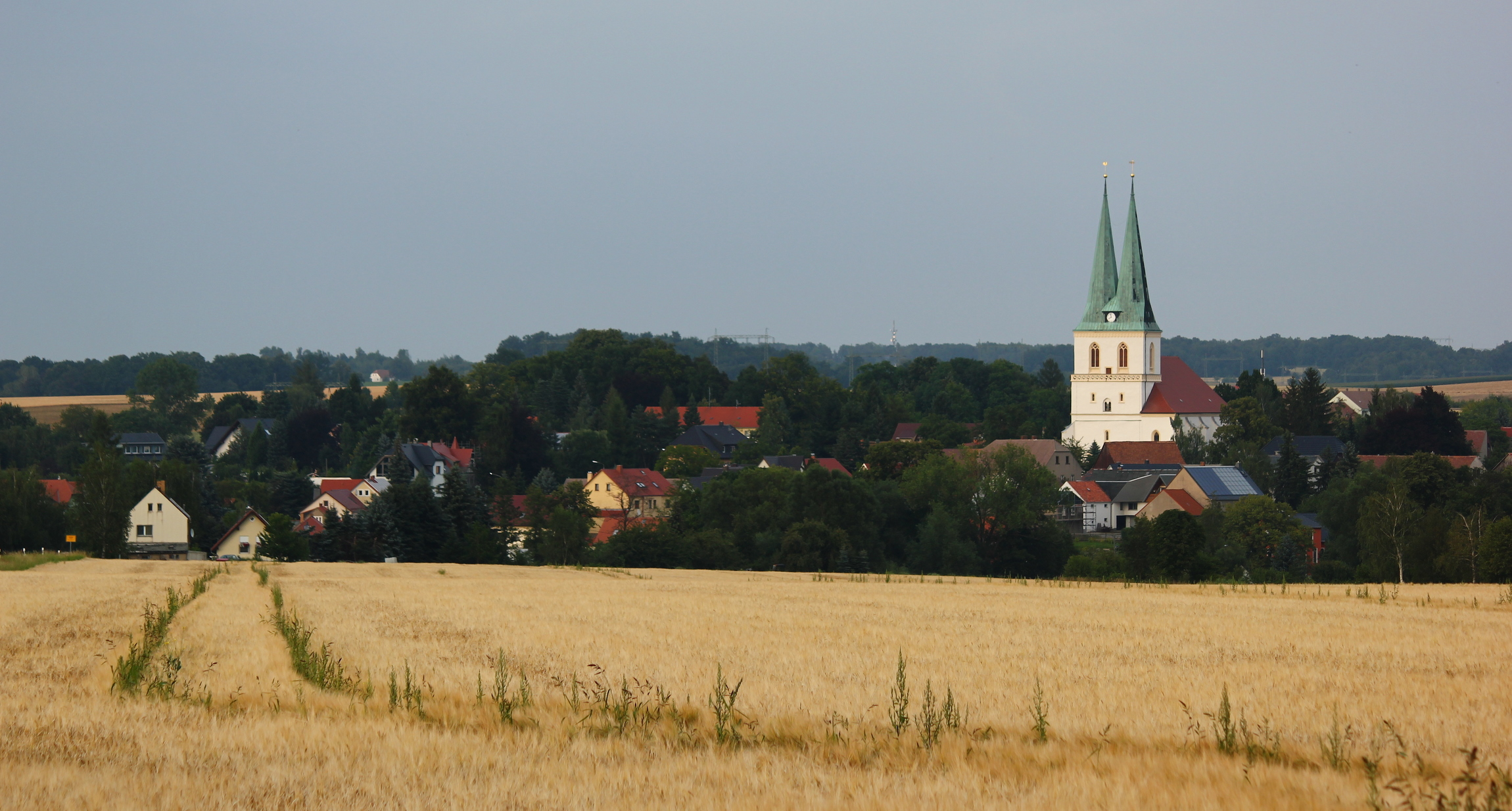
Blick von Westen auf Göda mit dem charakteristischen Doppelturm von St. Peter und Paul

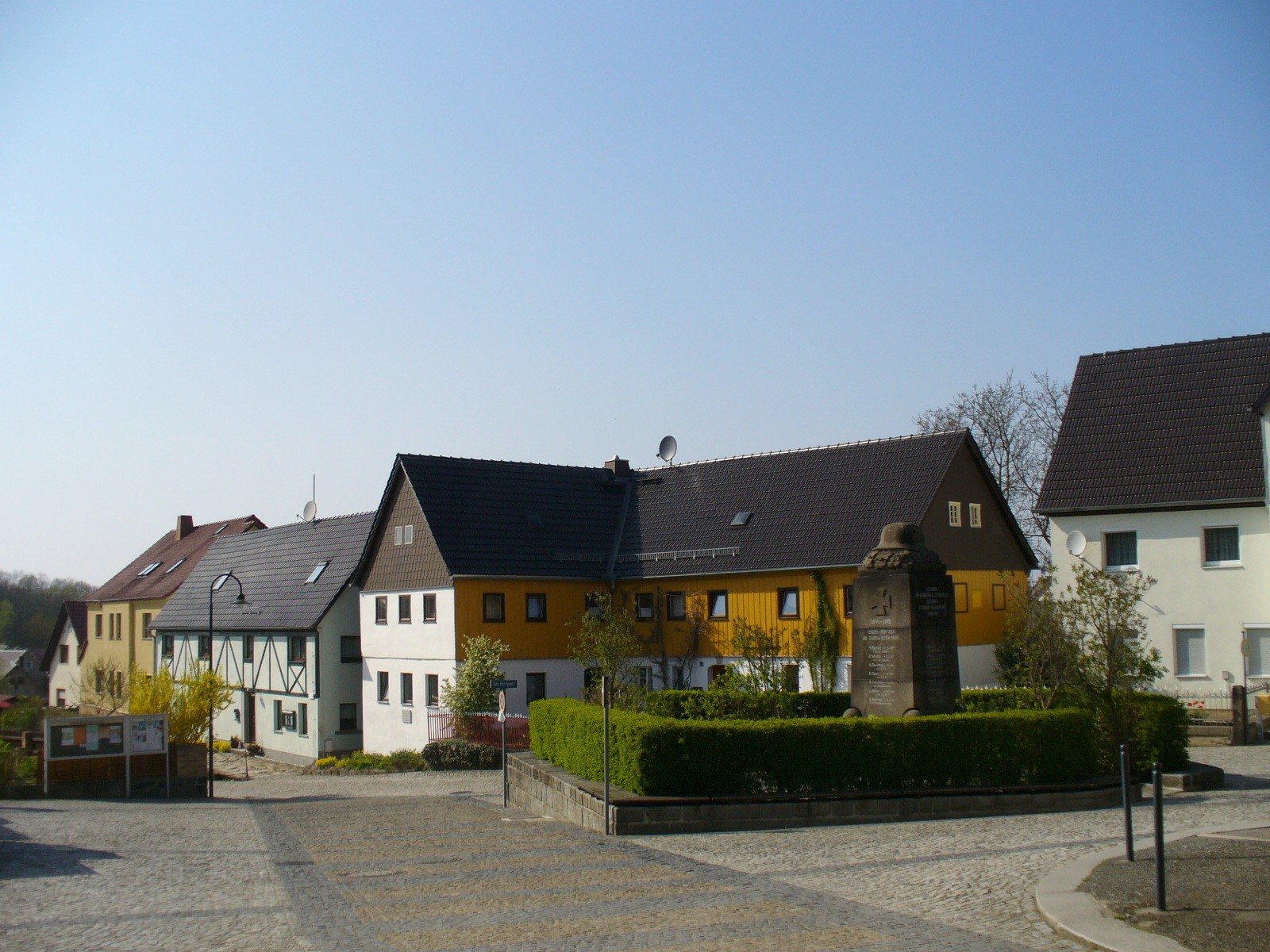
Dorfplatz mit Kriegerdenkmal

Die ältesten nachweisbaren Besiedlungsspuren, die in Göda selbst gefunden wurden, stammen aus der Bronzezeit. Nahe der Straße nach Seitschen befindet sich am Langen Wasser die sogenannte Alte Schanze, auch Gödaer Schanze genannt, ein ovaler Ringwall, der von den ansässigen slawischen Milzenern zwischen dem 10. und 13. Jahrhundert genutzt wurde. Etwas flussabwärts, etwa an der Stelle der heutigen Brücke über das Lange Wasser, befand sich auch um 1000 schon eine wichtige Furt der Frankenstraße, auf deren beiden Seiten später Rasthäuser erbaut wurden. Das sorbische Dorf stand südlich der heutigen Kirche, also am Südhang. Erst mit der Ankunft der Deutschen und der Errichtung der Kirche wurde die Hügelkuppe selbst bebaut.
Der Ort Göda wurde erstmals 1006 in einer Urkunde des ostfränkischen Königs Heinrich II. als Burgward Godobi erwähnt, der dem Bistum Meißen zusammen mit zwei weiteren Burganlagen als Schenkung zukam. Nach Bautzen war Göda seit 1076 der zweitälteste Pfarrort des Bistums Meißen in der Oberlausitz und als solcher ein Zentrum der von Bischof Benno von Meißen begonnenen christlichen Mission unter den hiesigen Sorben. Später wurden Filialkirchen in Gaußig und Neschwitz und Kapellen in Uhyst am Taucher und Pohla begründet. Östlich der alten Schanze wurde ein fester Rittersitz errichtet, der 1253 als Herrenhaus genannt wird. Im 13. Jahrhundert erstreckte sich das Gebiet des bischöflichen Besitzes Göda noch bis zur Sebnitz im Süden und zur Röder im Westen.
Im späten 15. Jahrhundert wurde die Burg Stolpen zum Bischofssitz und Göda zum Verwaltungszentrum der „Wendischen Pflege“, also der sorbischsprachigen Gegenden des Bistums. Nach dessen Säkularisation 1559 kam es direkt in den Besitz der sächsischen Kurfürsten, war also anders als große Teile der Oberlausitz niemals böhmisch. Aufgrund dieser Sonderstellung blieb Göda zunächst ein regionales Zentrum der Verwaltung, Kirche und niederen Gerichtsbarkeit, wobei letztere nach 1559 nicht mehr in den Händen des Gödaer Pfarrers lag, sondern beim sogenannten Gödaer Dingstuhl, der sie bis 1810 ausübte.
Kurfürst August ließ die Gödaer Lateinschule, die vornehmlich von sorbischen Schülern besucht wurde, ausbauen und fördern. Junge Sorben wurden an dieser Schule auf ein Theologiestudium vorbereitet. Ein großer Anteil der sorbischsprachigen, protestantischen Geistlichen im Kurfürstentum hat also seine Ausbildung in Göda begonnen.
Vom Mittelalter bis zum Anfang des 19. Jahrhunderts war Göda der Tagungsort des wendischen Landgerichts. An diesem Gericht fanden Prozesse nach altem wendischen Recht statt. Es war für die sorbische Bevölkerung der weiteren Umgebung zuständig.

## Bevölkerung und Sprache

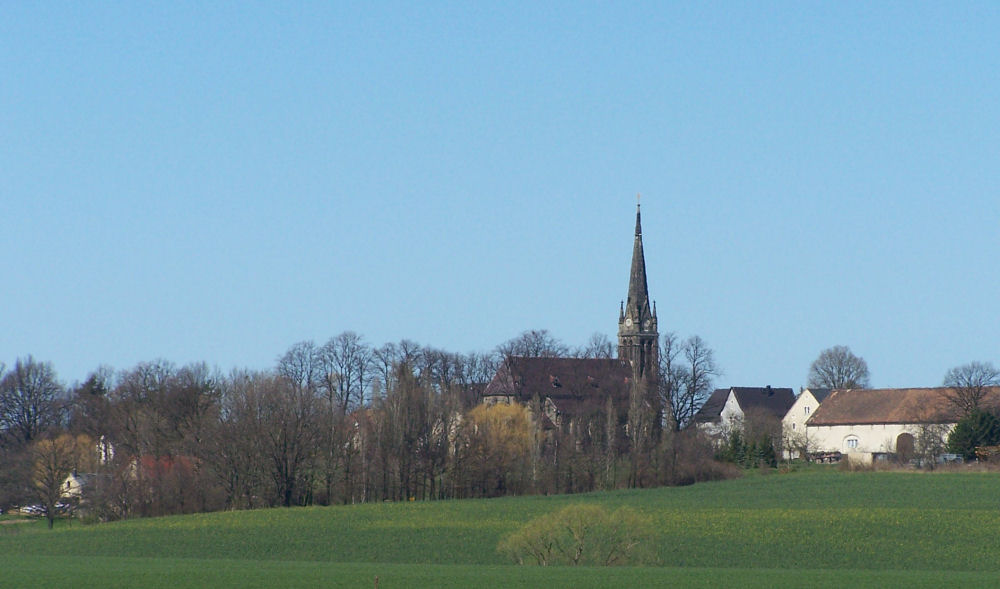
Blick in Richtung Storcha

Von den reichlich 3.100 Einwohnern der Gemeinde leben etwa 900 in Göda selbst. Für seine Statistik über die sorbische Bevölkerung in der Oberlausitz ermittelte Arnošt Muka in den achtziger Jahren des 19. Jahrhunderts für den Ort eine Bevölkerungszahl von 574 Einwohnern; davon waren 468 Sorben (82 %) und 106 Deutsche. Ernst Tschernik zählte – bedingt durch die sprachliche Assimilation v. a. in der ersten Hälfte des 20. Jahrhunderts – 1956 einen sorbischsprachigen Bevölkerungsanteil von nur noch 24 %. Heute wird Sorbisch als Alltagssprache nur noch in den überwiegend katholischen Dörfern des nördlichen Gemeindegebietes gesprochen, und zwar vorwiegend in Storcha, wo seit den 1890er Jahren auch eine sorbische Pfarrkirche steht, sowie in Dreikretscham, Paßditz und Zscharnitz.
Beim Zensus 2011 waren 47,2 % der Gödaer Gemeindebevölkerung konfessionslos, 39 % gehörten der evangelischen Kirche an und 13,9 % der römisch-katholischen Kirche, wobei letztere vorwiegend in den nördlichen Ortsteilen leben. Die Evangelisch-Lutherische Kirchgemeinde Göda umfasst heute 40 Dörfer mit etwa 2000 Gemeindemitgliedern.

## Kultur und Sehenswürdigkeiten
Von weitem sichtbar ist die im Ortskern stehende Kirche St. Peter und Paul mit ihrem charakteristischen Doppelturm. Die erste Kirche an dieser Stelle wurde 1076 durch Bischof Benno von Meißen begründet. Sie fungierte als eine Keimzelle der Christianisierung in den sorbischen Dörfern zwischen der Bergkette des Picho und dem Klosterwasser.
Ein zweiter romanischer Kirchenbau erfolgte im Laufe des 13. Jahrhunderts, davon erhalten sind der dickwandige Unterbau des Turms und die massige Gestalt des Taufsteins.
Der heutige Baukörper, eine spätgotische Hallenkirche bestehend aus dreischiffigem Langhaus mit Netzgewölbe und einem Chor mit Sterngewölbe und Fünfachtelabschluss, entstand kurz vor der Reformation zwischen 1505 und 1517 unter Bischof Johann VI. von Saalhausen. Aus dieser Zeit haben sich die sandsteinerne Kanzel, ein Weihwasserbecken und vor allem die Spitzbogenfenster bis heute erhalten. Im 16. Jahrhundert umfasste der Gödaer Pfarrbezirk insgesamt 75 Dörfer.
Der massive Doppelturm wurde erst beim Wiederaufbau der im Winter 1580 durch einen Brand verwüsteten Kirche errichtet. Hundert Jahre später, 1680, brannte der Kirchturm erneut aus. Seine gegenwärtige neogotische Erscheinung und den Doppelhelm bekam der Turm bei der Umgestaltung im Jahre 1892 durch den Architekten Christian Gottfried Schramm.
Der Innenraum der Kirche wurde Anfang des 18. Jahrhunderts barock gestaltet und erhielt 1892 eine neogotische Fassung. Bei der Neugestaltung in den Jahren 1976 bis 1981 durch den Bildhauer Friedrich Press wurde die neogotische Ausstattung entfernt, mehrere Farbschichten abgetragen und Deckenbemalungen aus der gotischen Bauzeit freigelegt. Aus dem Holz der abgebauten Emporen entstand das Pflaster für den Fußboden. Heute präsentiert sich der Innenraum als ein Zusammenklang von lichter gotischer Architektur und moderner Bildhauerkunst. Dazu schuf Friedrich Press unter dem Thema „Mission“ eine Gruppe von 12 eingefärbten fast mannshohen Holzfiguren, die jetzt auf Holzpodesten im Chor stehen: ein Christus in V-Form (V wie Victoria als Zeichen des Sieges über den Tod) und 11 einzeln oder in Gruppen stehende Apostel. Der Altar ruht auf einem Podest, das wie eine Halbinsel in das Kirchenschiff hineinragt, so dass die Gemeinde an drei Seiten um den Altar sitzt. Der ebenfalls von Friedrich Press geschaffene Altartisch mit seinen 12 Beinen und 12 Flammen symbolisiert das Pfingstfest und die 12 Stämme Israels. Für die wiederentdeckte gotische Kanzel schuf er einen Schalldeckel in Form einer Taube. Der Entwurf für den Prospekt der 1988 geweihten Orgel von  Hermann Eule Orgelbau Bautzen stammt ebenfalls von Friedrich Press.
Seit 1993 sind in der Turmhalle mehrere Grabmale der Pirnaer Bildhauerschule für Gutsherren aus dem 16. und 17. Jahrhundert aufgestellt. Auf dem die Kirche umgebenden Friedhof befindet sich u. a. das Grab von Jaroměr Hendrich Imiš.
Seit 1965 findet auf der Festwiese in der Nähe der Schanze jährlich das Hexenbrennen nebst Theatervorstellung statt.

### Naturschutz
- Siehe auch: Liste der Naturdenkmale in Göda

## Politik

### Gemeinderat
- FW: 7
- CDU: 3
- AfD: 1

Drei Sitze der AfD bleiben unbesetzt. Der Gemeinderat verkleinert sich entsprechend.
Die Wahlen der vergangenen Jahre führten zu folgende Ergebnissen:
| Parteien und Wählergemeinschaften                 | 2024   | 2024   | 2019   | 2019   | 2014   | 2014   | 2009   | 2009   | 2004   | 2004   |
| Parteien und Wählergemeinschaften                 | %      | Sitze  | %      | Sitze  | %      | Sitze  | %      | Sitze  | %      | Sitze  |
| ------------------------------------------------- | ------ | ------ | ------ | ------ | ------ | ------ | ------ | ------ | ------ | ------ |
| Freie Wähler (2004: FW Göda)                      | 53,1   | 7      | 47,8   | 8      | 59,7   | 10     | 59,2   | 10     | 60,4   | 10     |
| Alternative für Deutschland (AfD)                 | 26,3   | 1      | 25,8   | 4      | –      | –      | –      | –      | –      | –      |
| Christlich Demokratische Union Deutschlands (CDU) | 20,6   | 3      | 19,3   | 3      | 31,2   | 5      | 28,1   | 4      | 30,8   | 5      |
| DIE LINKE                                         | –      | –      | 7,1    | 1      | 9,1    | 1      | –      | –      | –      | –      |
| Freie Demokratische Partei (FDP)                  | –      | –      | –      | –      | –      | –      | 12,7   | 2      | 8,8    | 1      |
| gesamt                                            | 100    | 11     | 100    | 16     | 100,0  | 16     | 100,0  | 16     | 100,0  | 16     |
| Wahlbeteiligung                                   | 73,8 % | 73,8 % | 70,3 % | 70,3 % | 56,7 % | 56,7 % | 56,4 % | 56,4 % | 52,5 % | 52,5 % |

### Bürgermeister
Bürgermeister ist seit 2015 der parteilose Gerald Meyer. Er wurde 2022 wiedergewählt.
| Wahl | Bürgermeister | Vorschlag | Wahlergebnis (in %) |
| ---- | ------------- | --------- | ------------------- |
| 2022 | Gerald Meyer  | Meyer     | 96,9                |
| 2015 | Gerald Meyer  | Meyer     | 70,2                |
| 2008 | Peter Beer    | FW        | 81,5                |
| 2001 | Peter Beer    | FW        | 50,7                |
| 1994 | Peter Beer    | FWV G     | 58,1                |

### Ortspartnerschaften
- Kunfehértó in Ungarn
- Warta Bolesławiecka in Polen[14]

## Bildung
Die Gemeinde Göda verfügt über eine Grundschule in Göda. Die Mittelschule wurde im Jahr 2006 geschlossen. Sie betreibt außerdem einen Kindergarten in Göda sowie das Kinderhaus „Am Storchennest/Při baćonjacym hnězdźe“ in Muschelwitz, wo die Mehrheit der Kinder in zweisprachigen WITAJ-Gruppen betreut wird. Die nächsten weiterführenden Schulen befinden sich in Bautzen und Gaußig.

## Persönlichkeiten
- Michał Frencel (1628–1706), sorbischer Pfarrer und Bibelübersetzer
- Jaroměr Hendrich Imiš (1819–1897), von 1858 bis 1897 Pfarrer in Göda
- Jurij Pilk / Georg Pilk (1858–1926), Historiker, Heimatforscher, Musiker, Komponist

## Galerie der Ortsteile

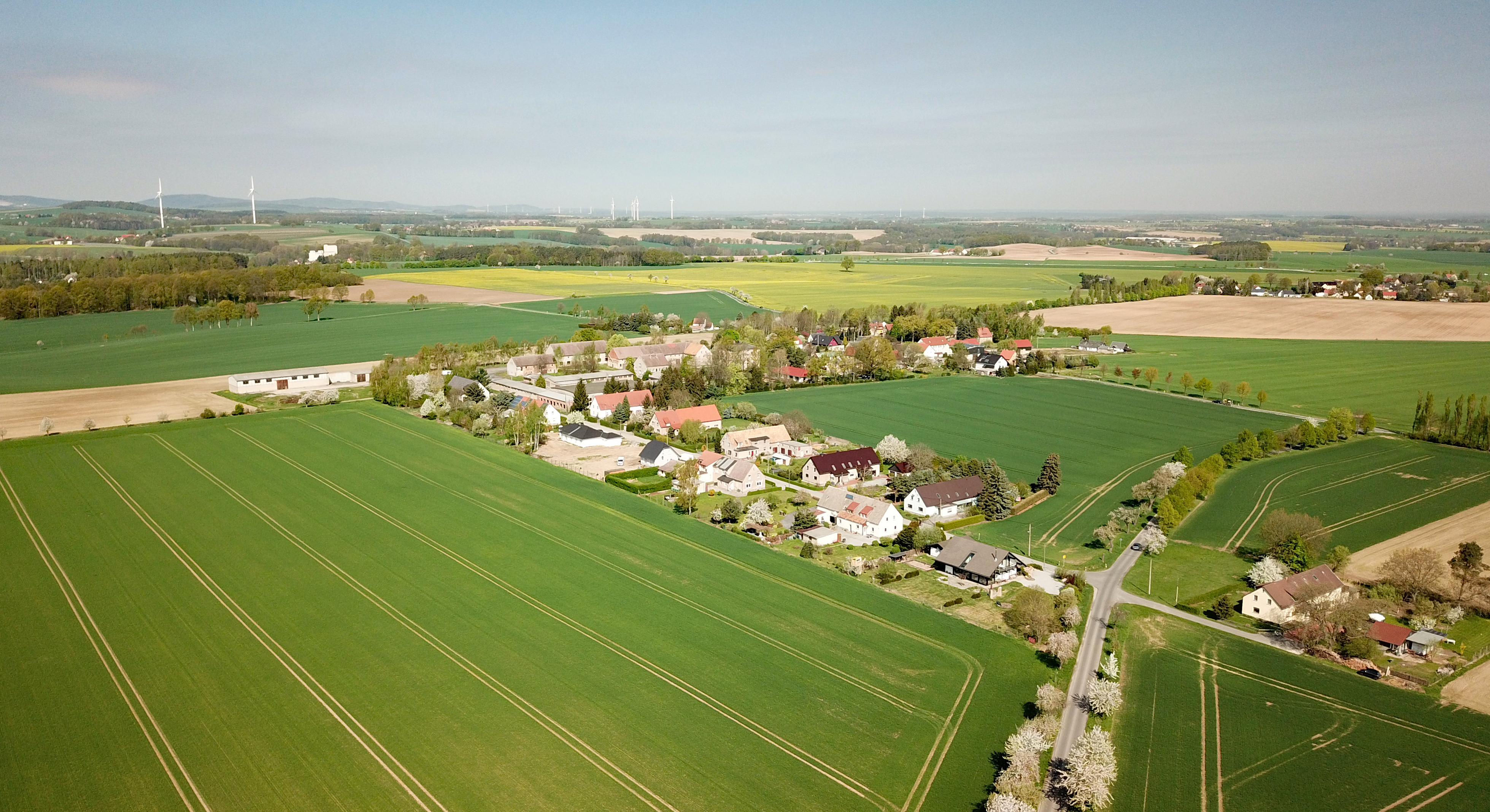
Birkau (Brěza)
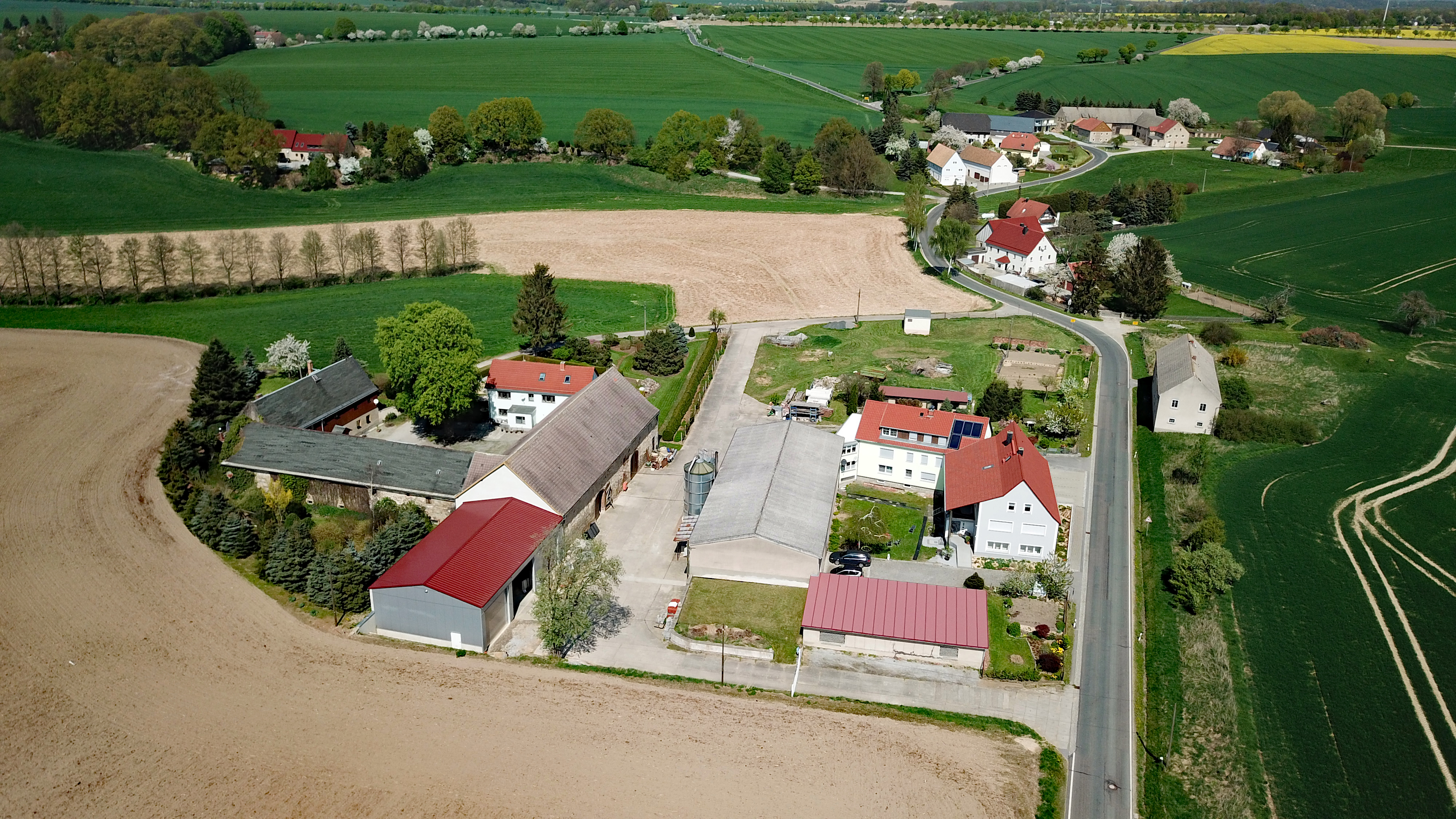
Buscheritz (Bóšericy)
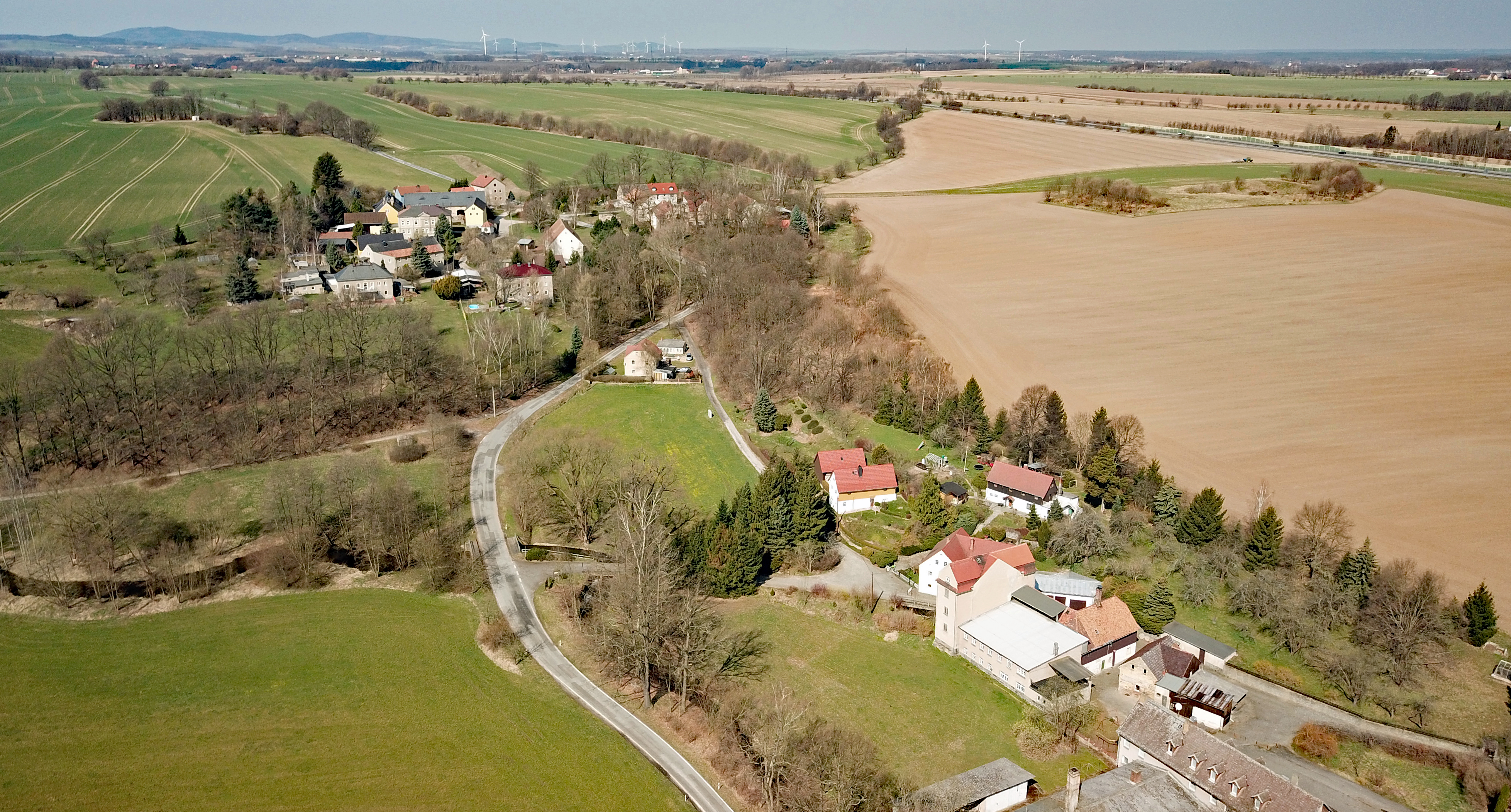
Coblenz (Koblicy)
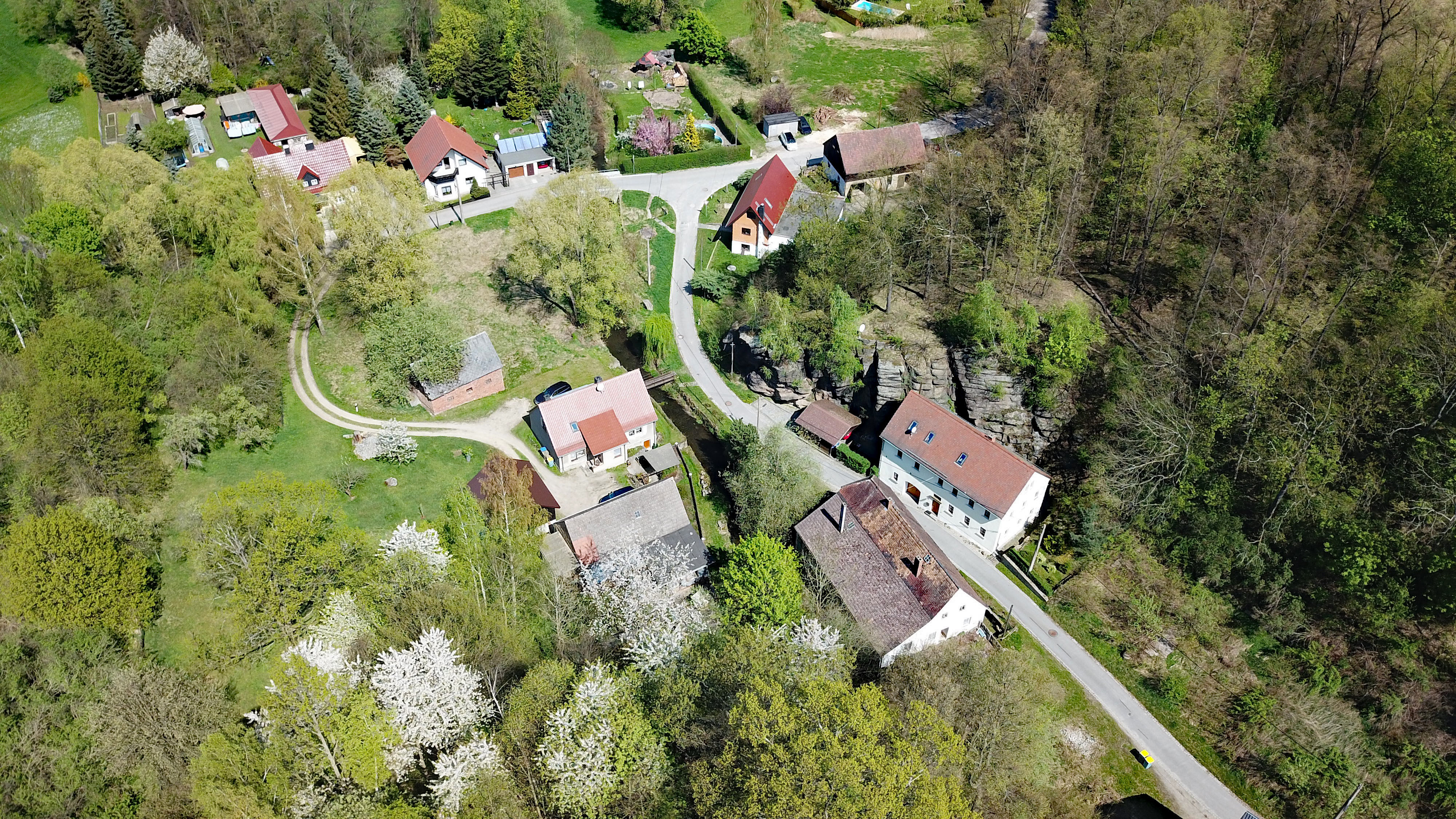
Dahren (Darin)
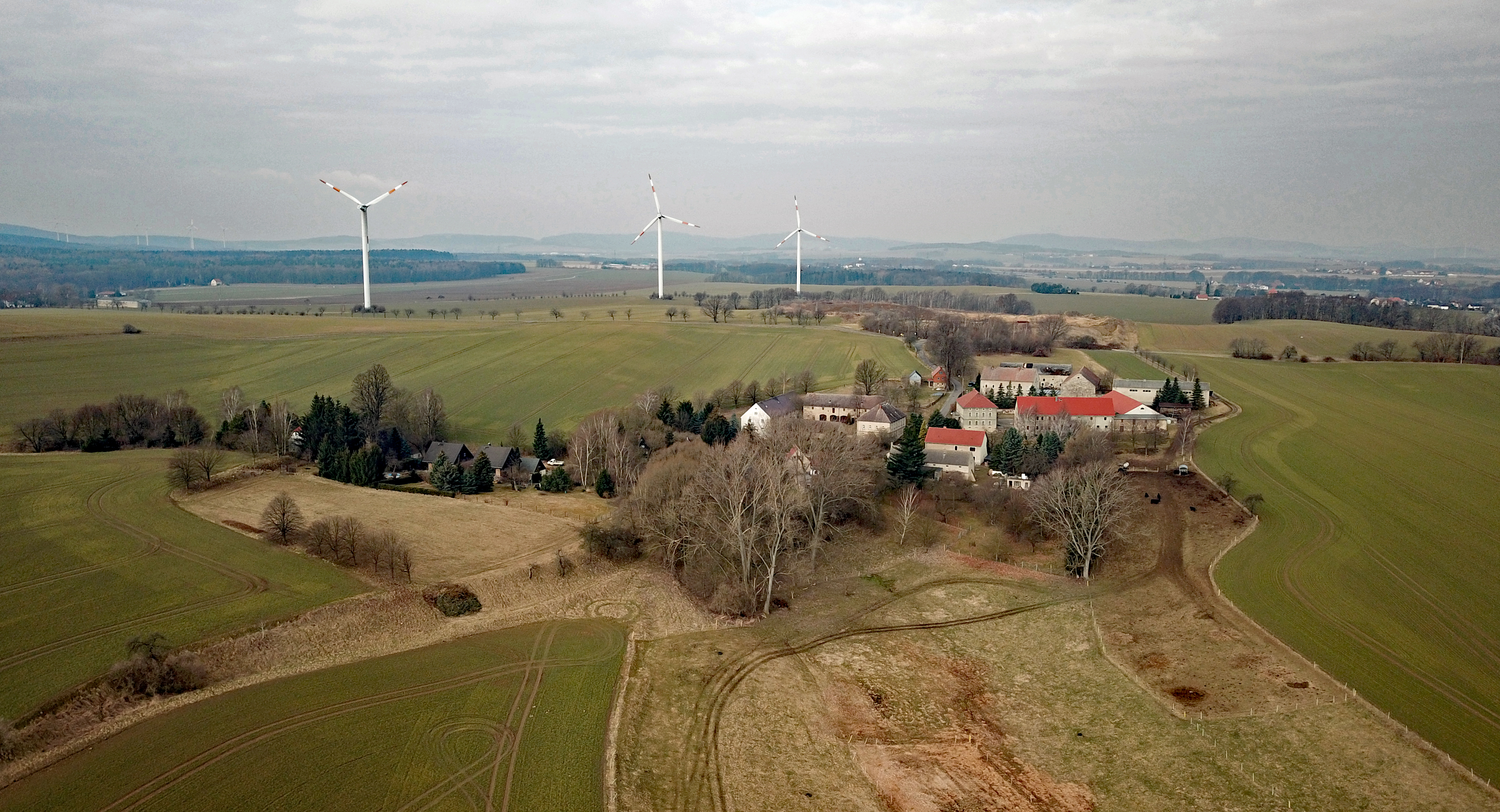
Dobranitz (Dobranecy)
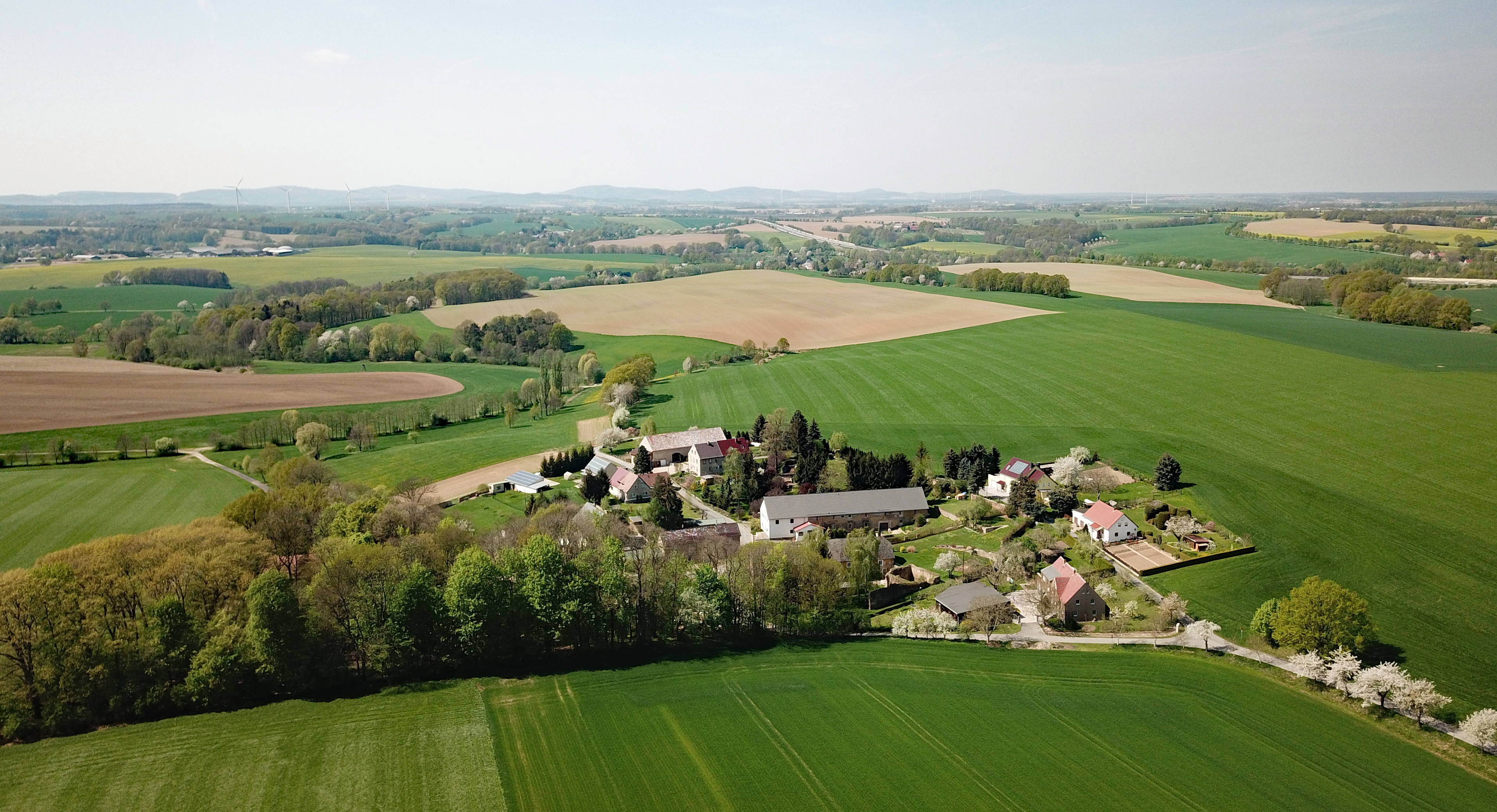
Döbschke (Debiškow)
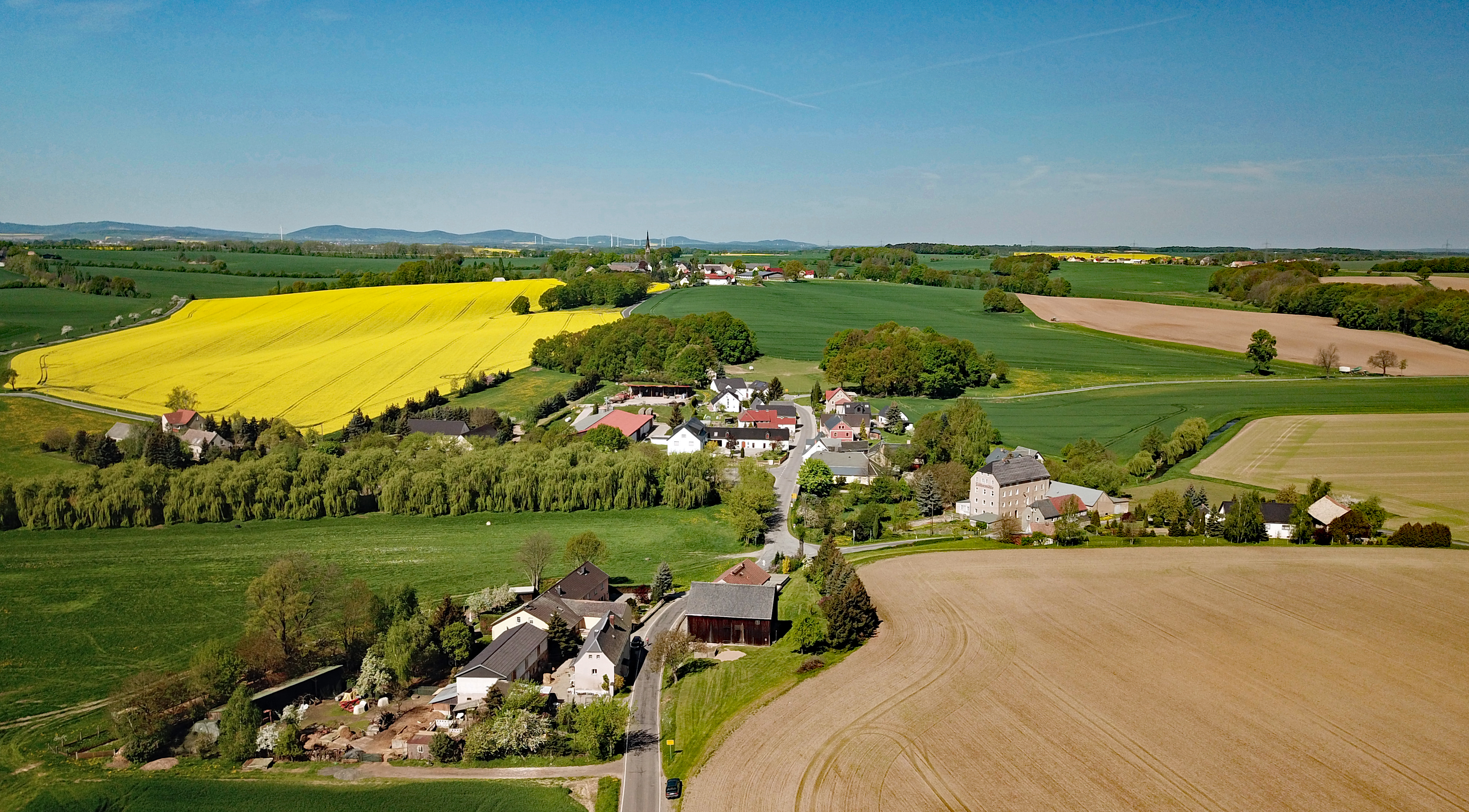
Dreikretscham (Haslow)
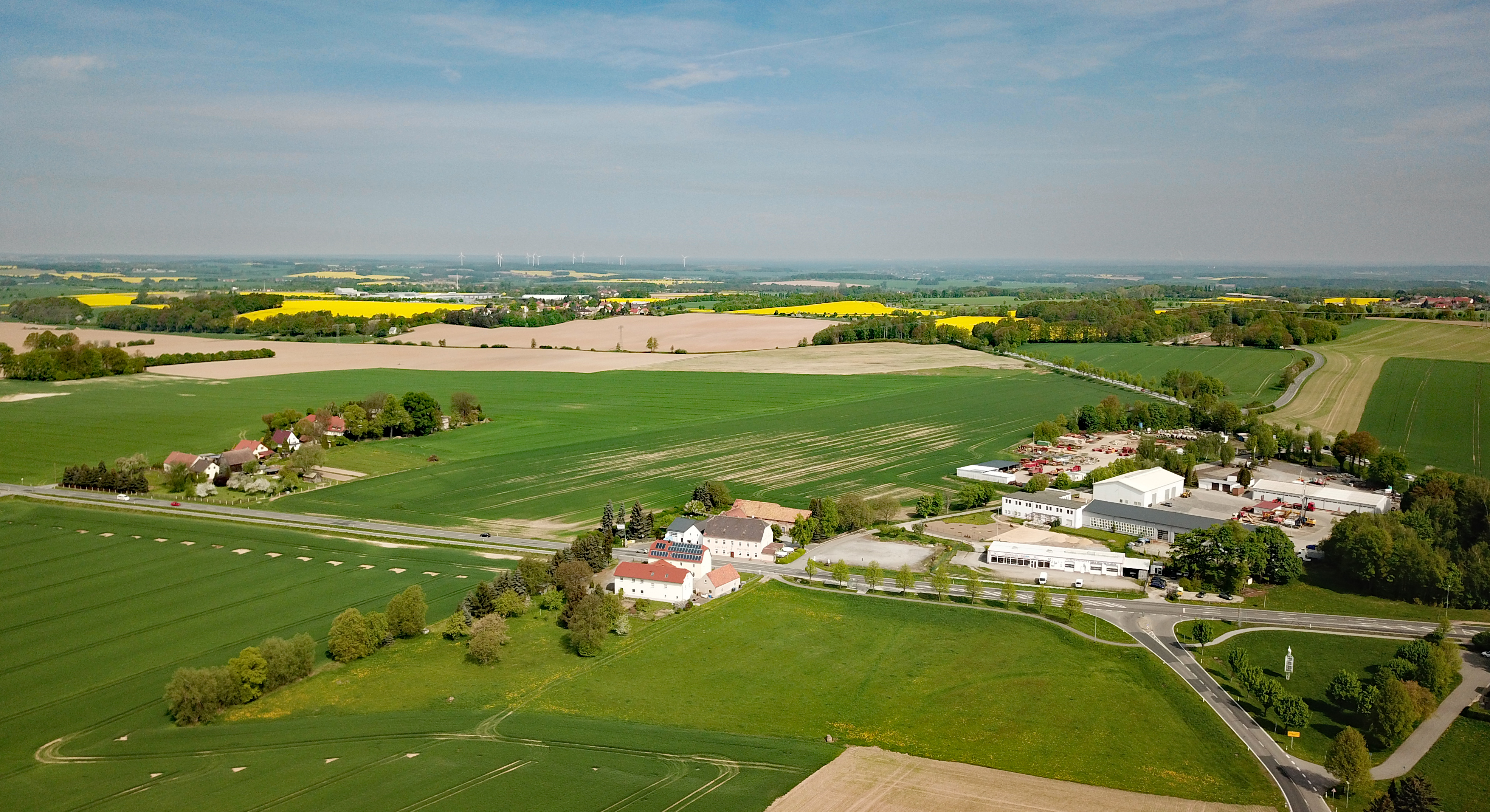
Dreistern (Tři Hwězdy)
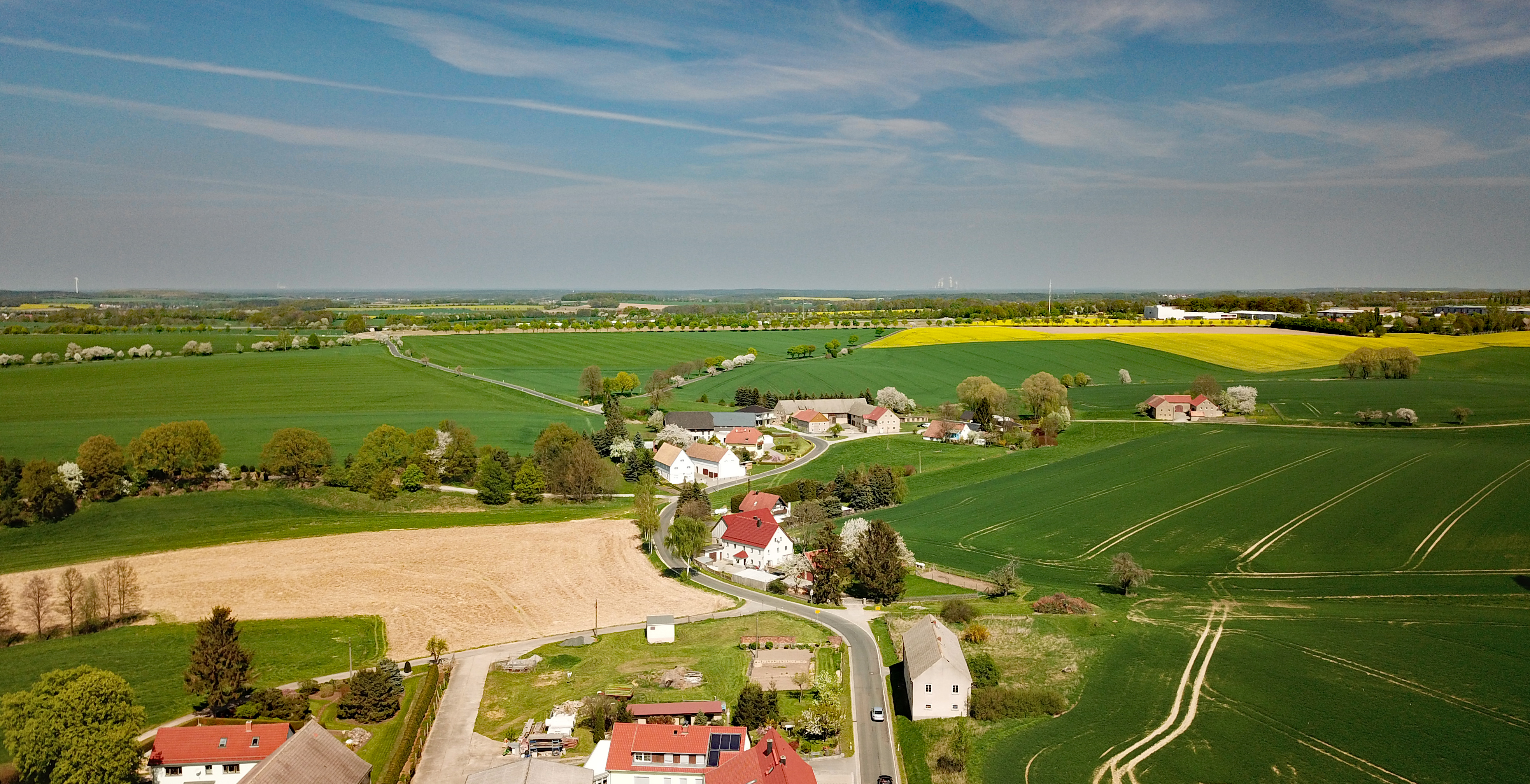
Jannowitz (Janecy)
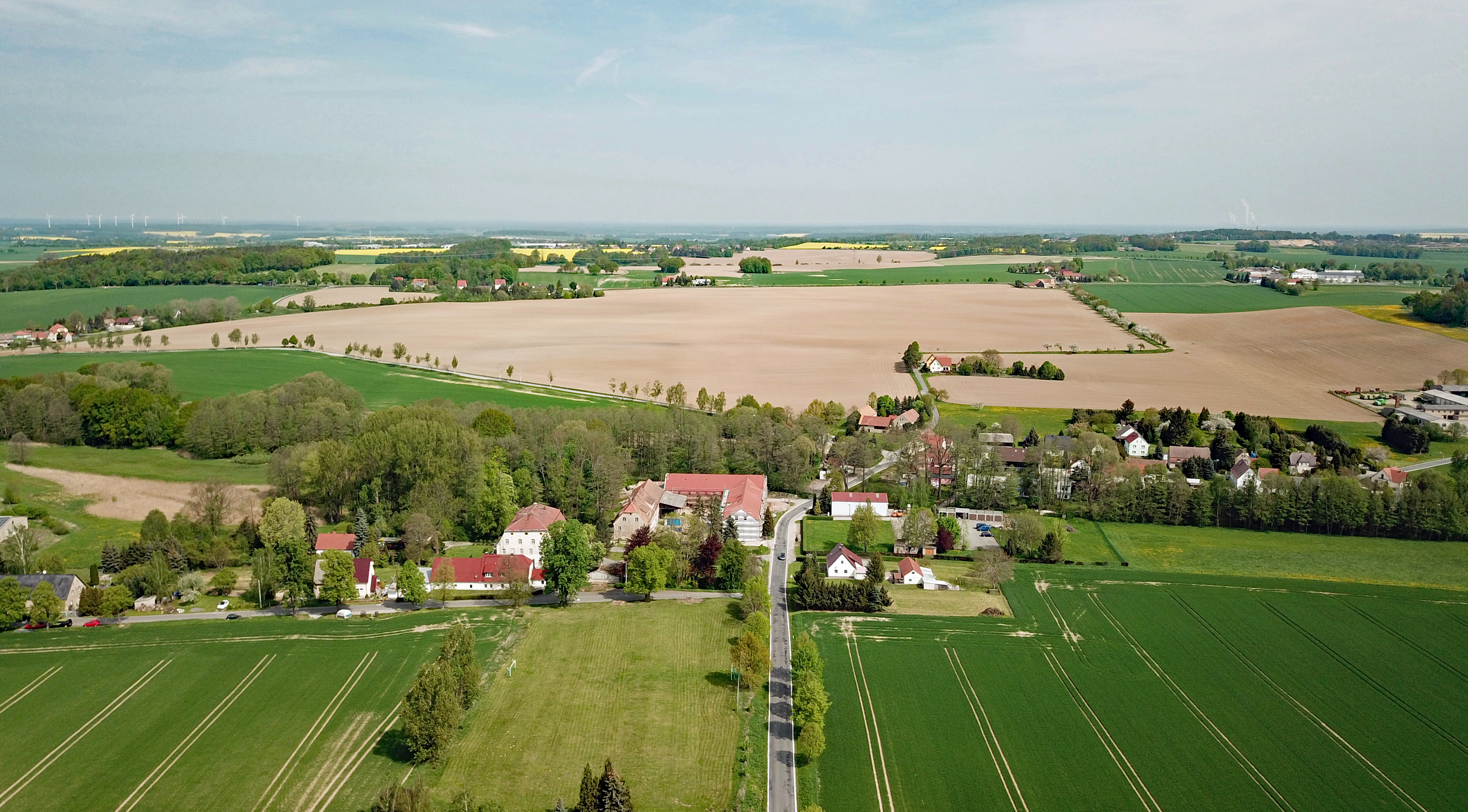
Kleinförstchen (Mała Boršć)
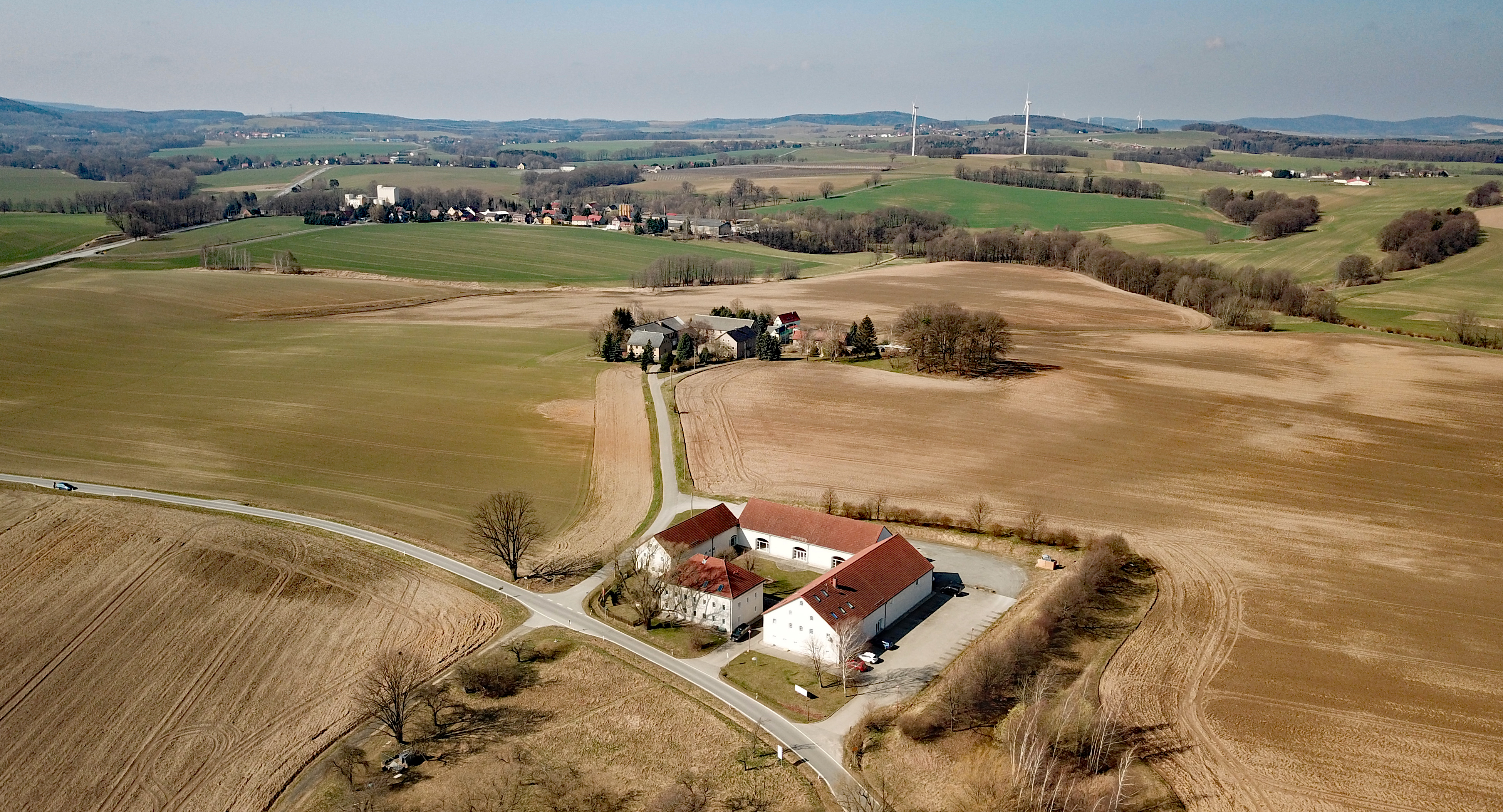
Kleinpraga (Mała Praha)
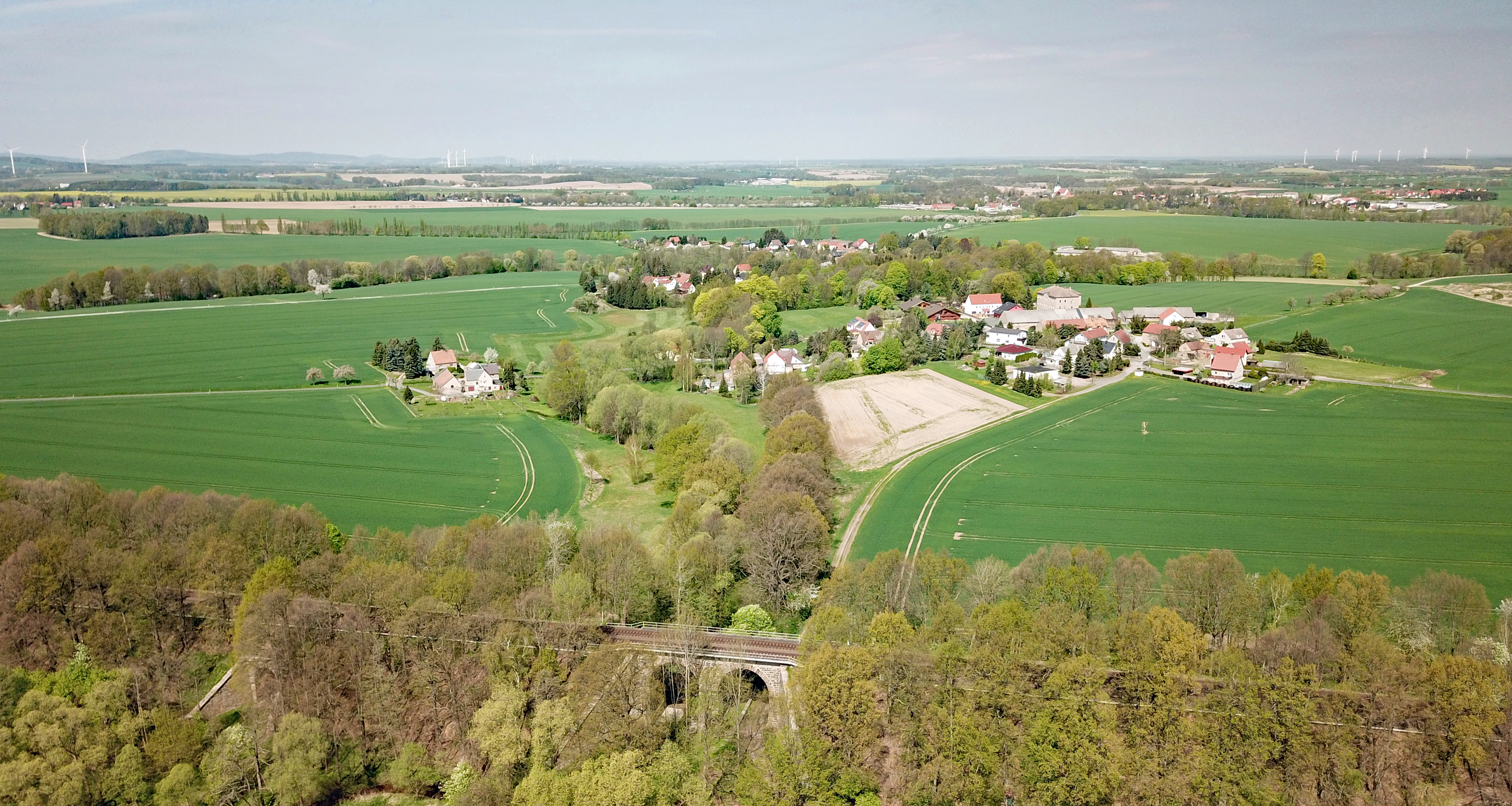
Kleinseitschen (Žičeńk)
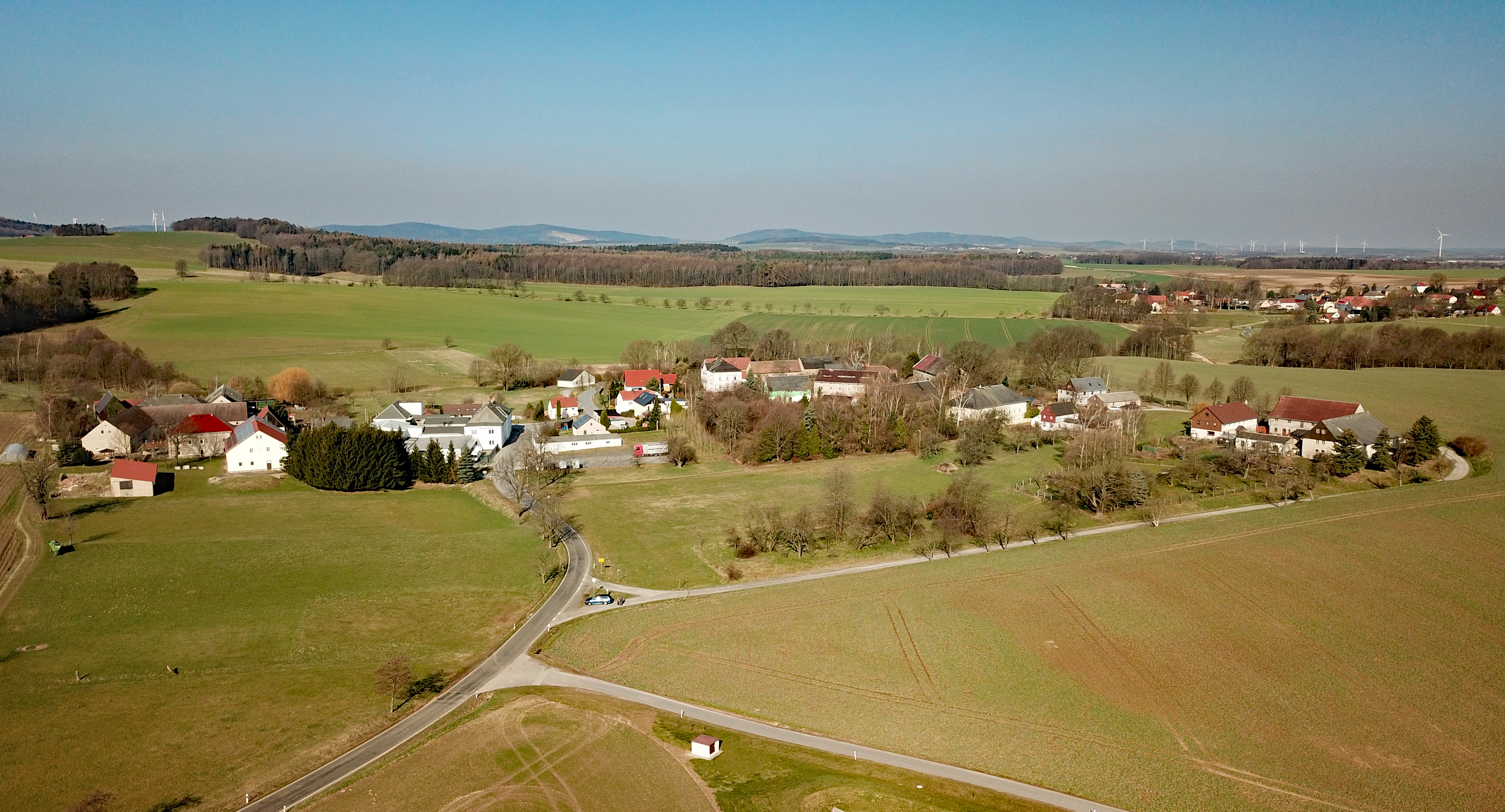
Leutwitz (Lutyjecy)
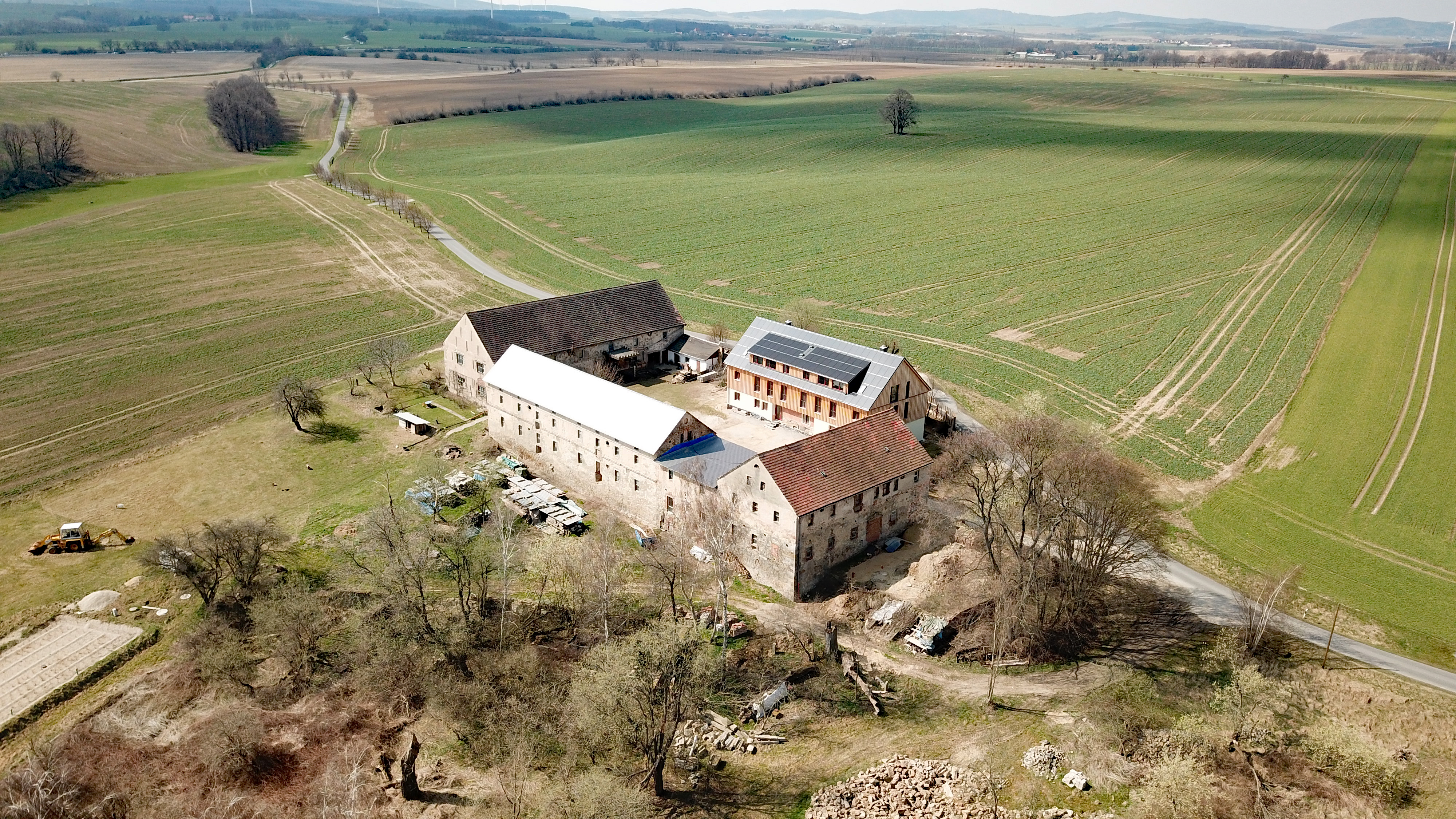
Liebon (Liboń)
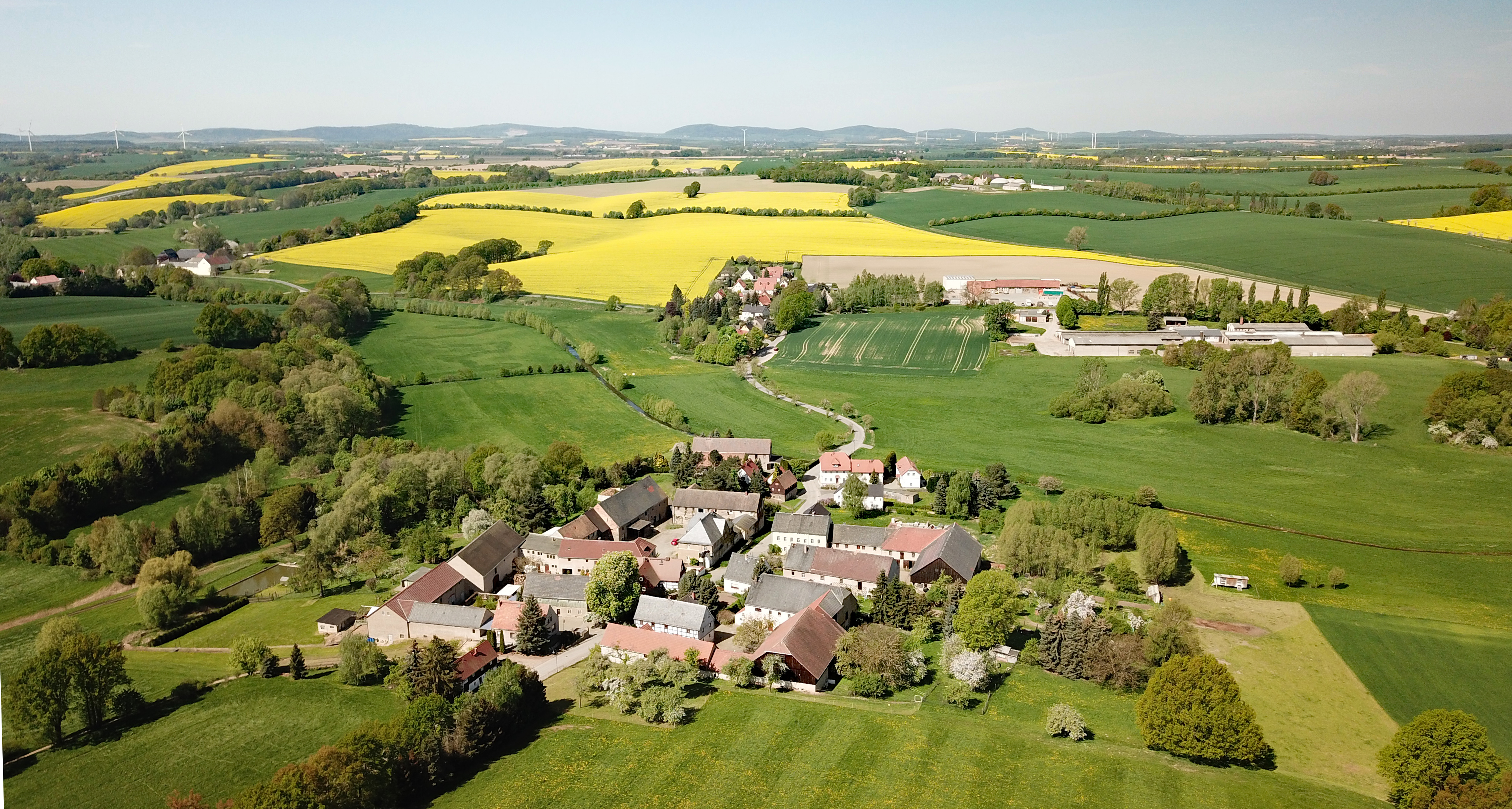
Muschelwitz (Myšecy)
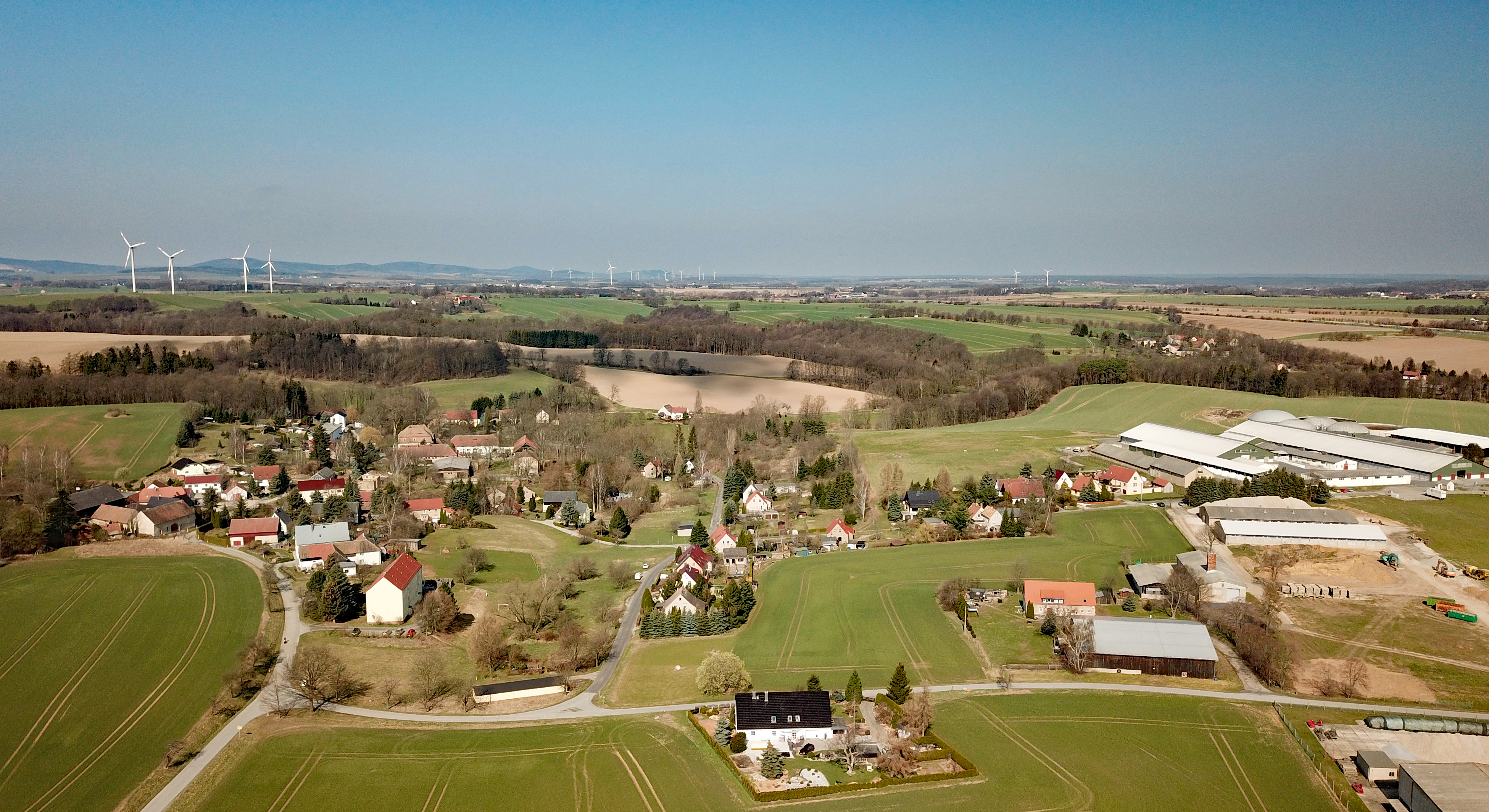
Nedaschütz (Njezdašecy)
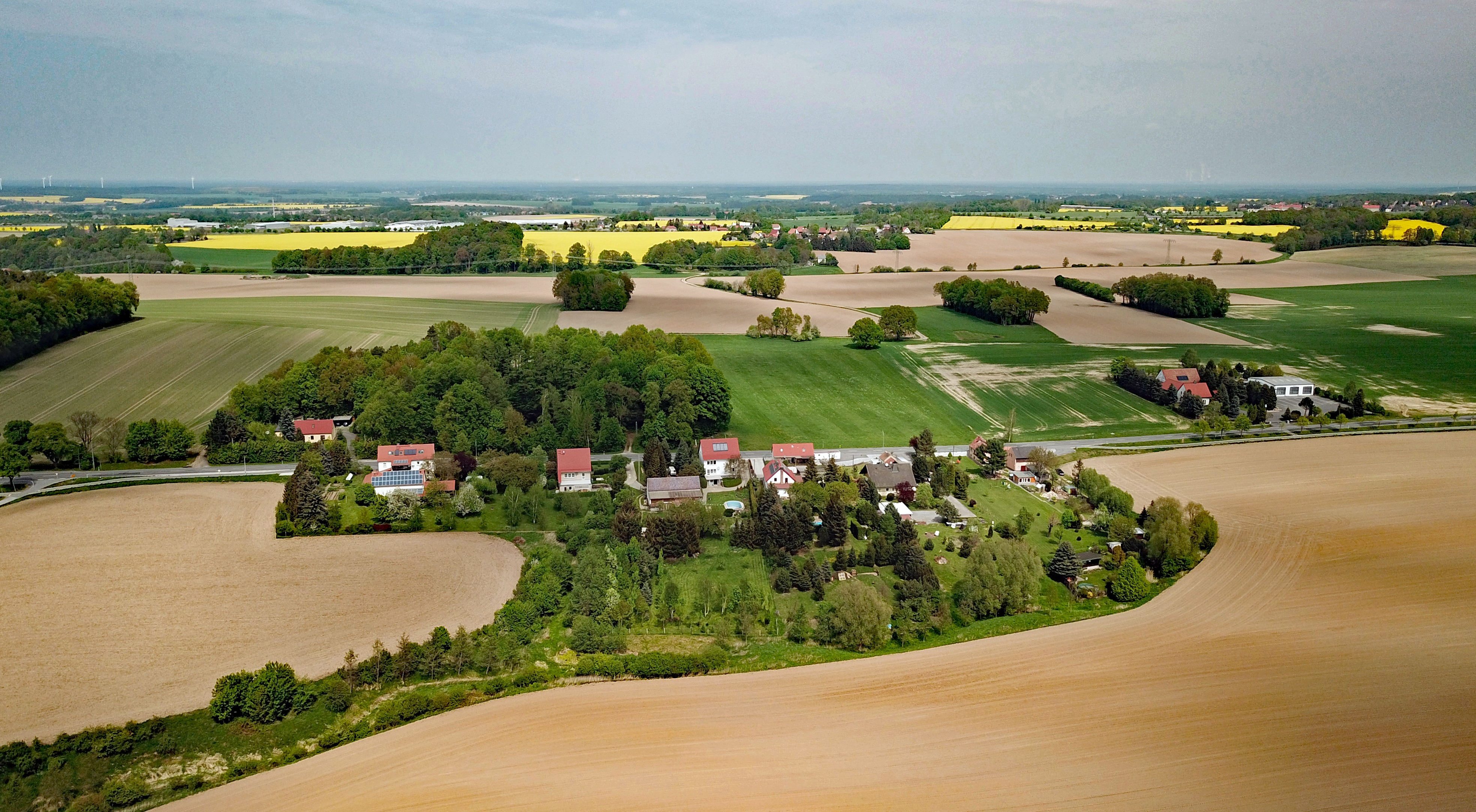
Neu-Bloaschütz (Nowe Błohašecy)
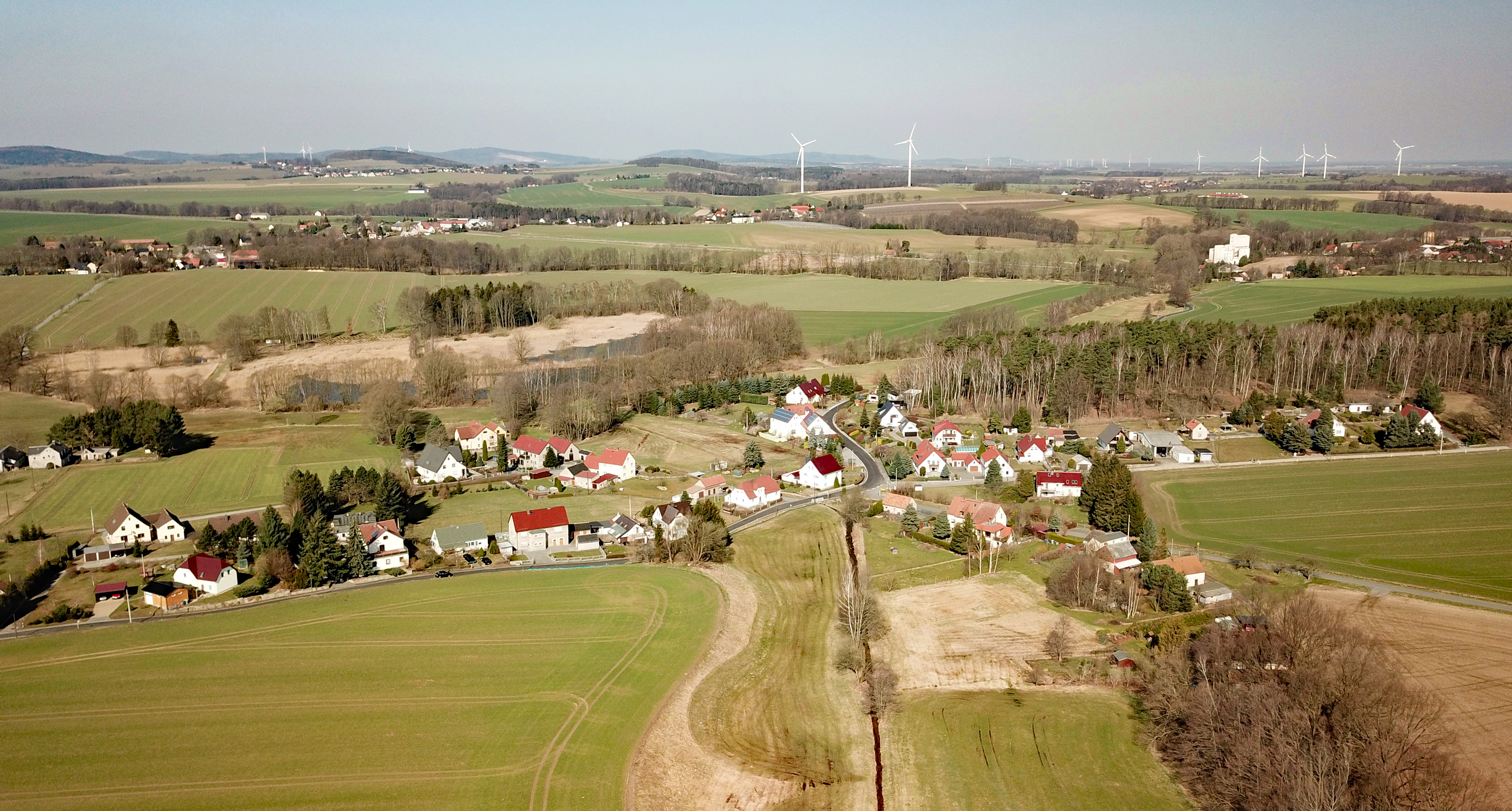
Neuspittwitz (Nowe Spytecy)
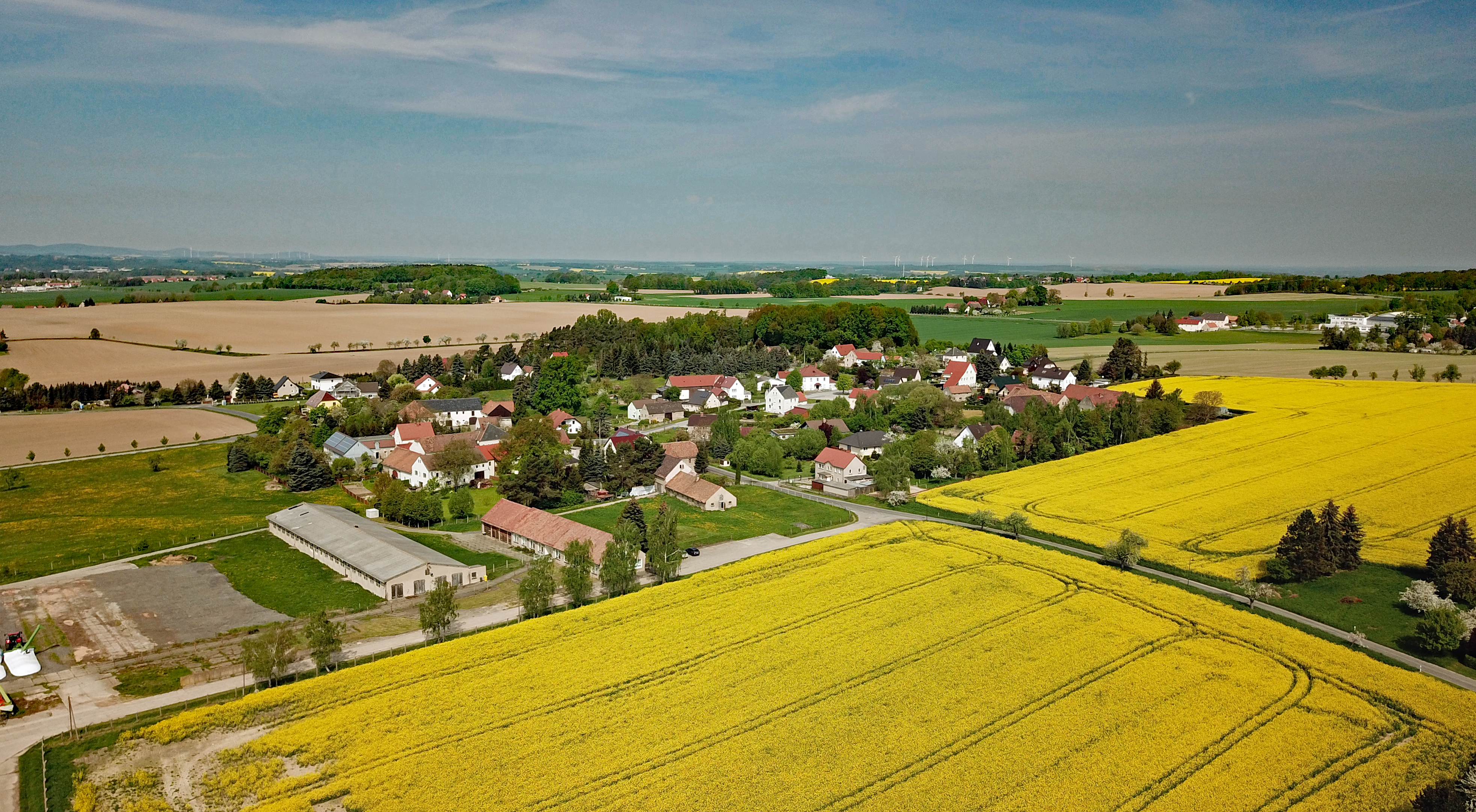
Oberförstchen (Hornja Boršć)
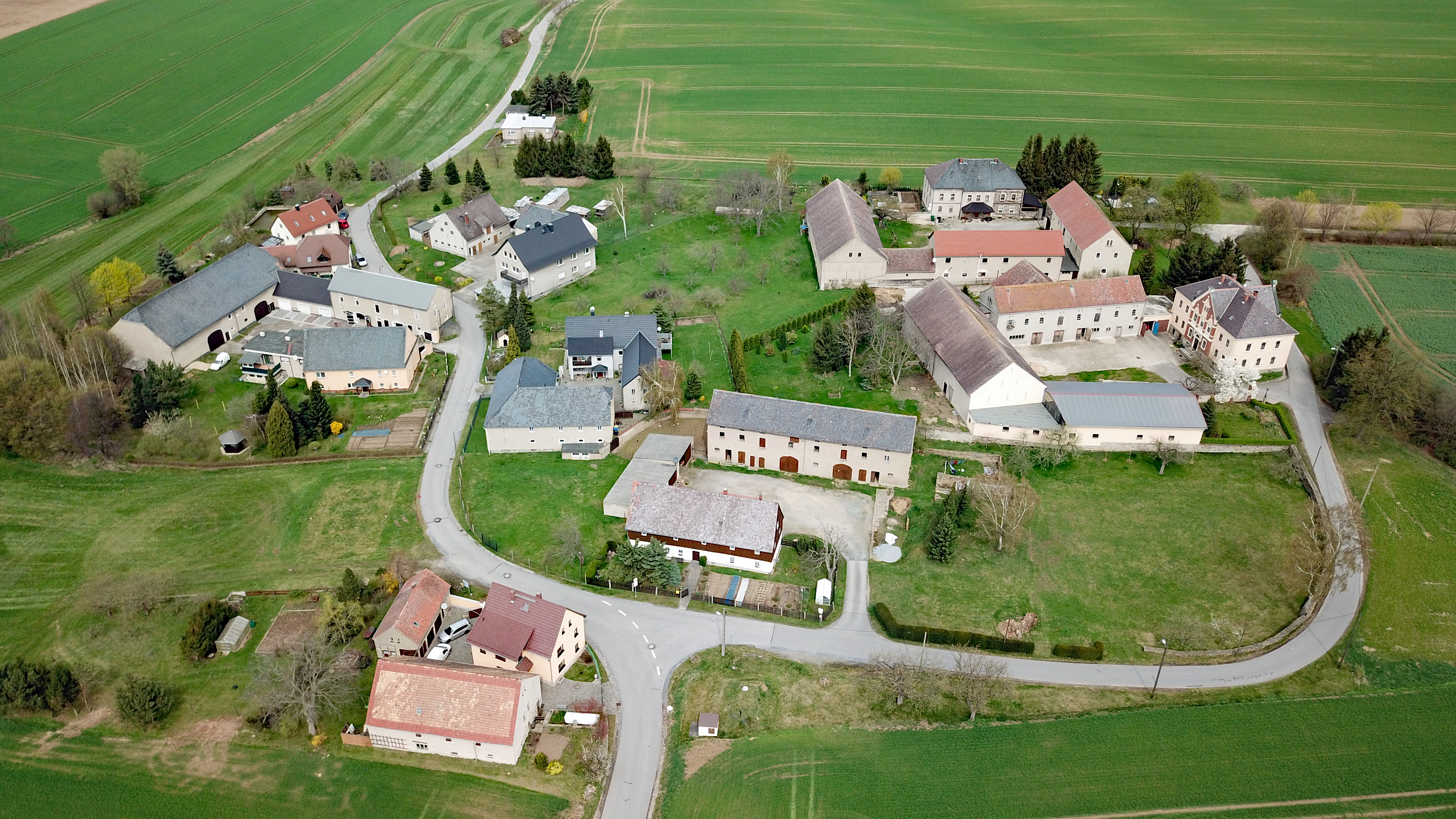
Paßditz (Pozdecy)
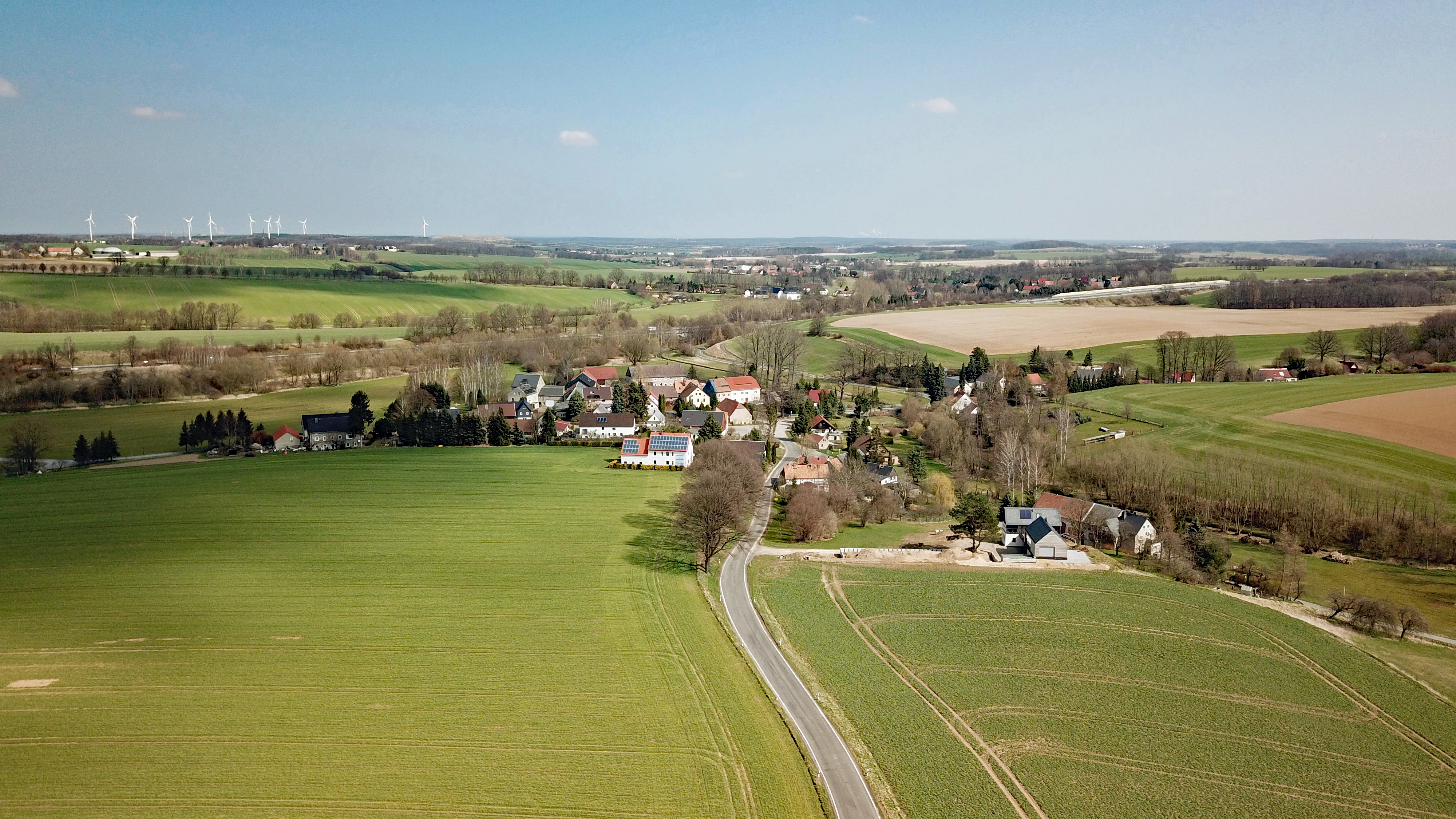
Pietzschwitz (Běčicy)
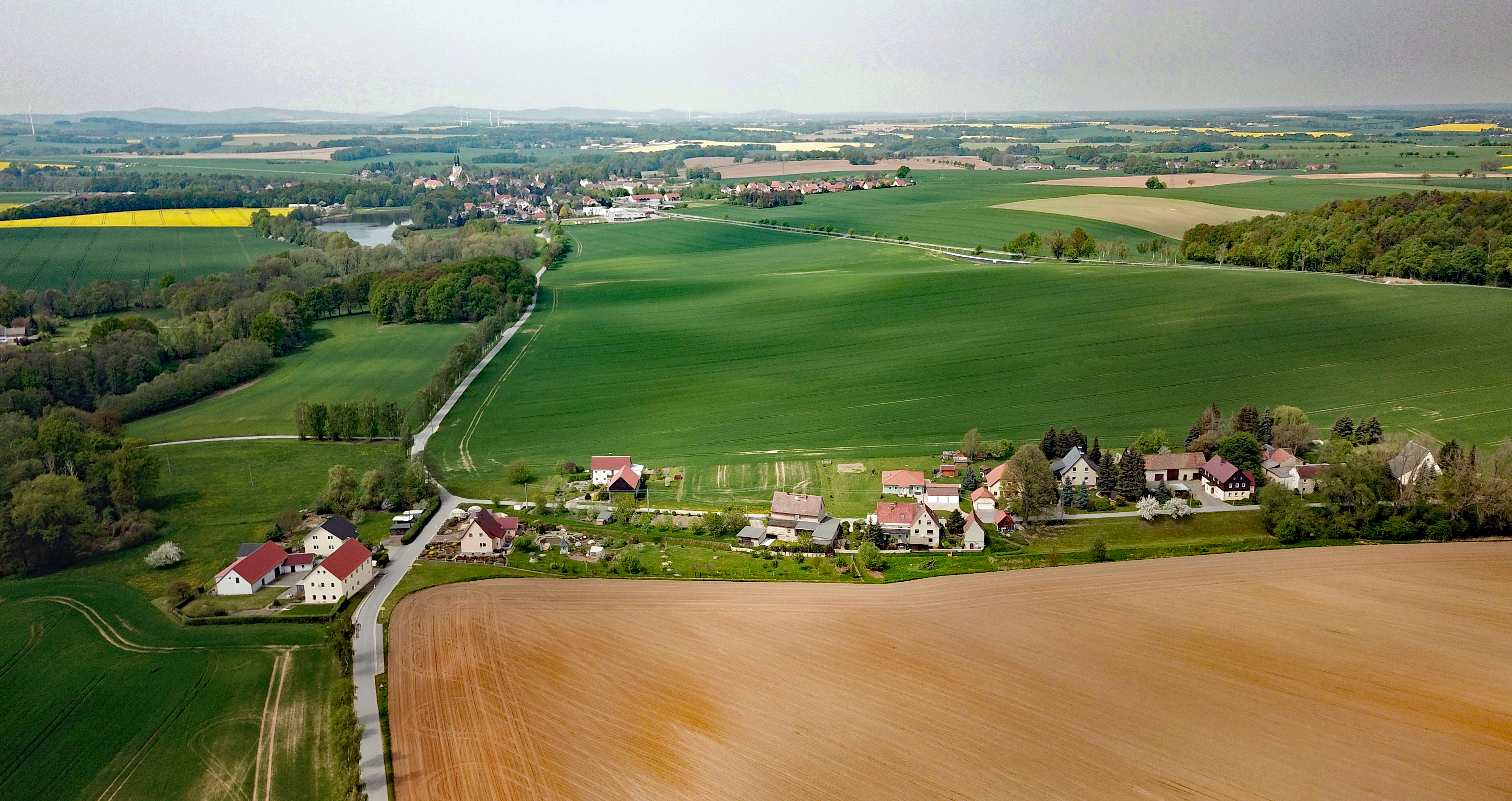
Preske (Praskow)
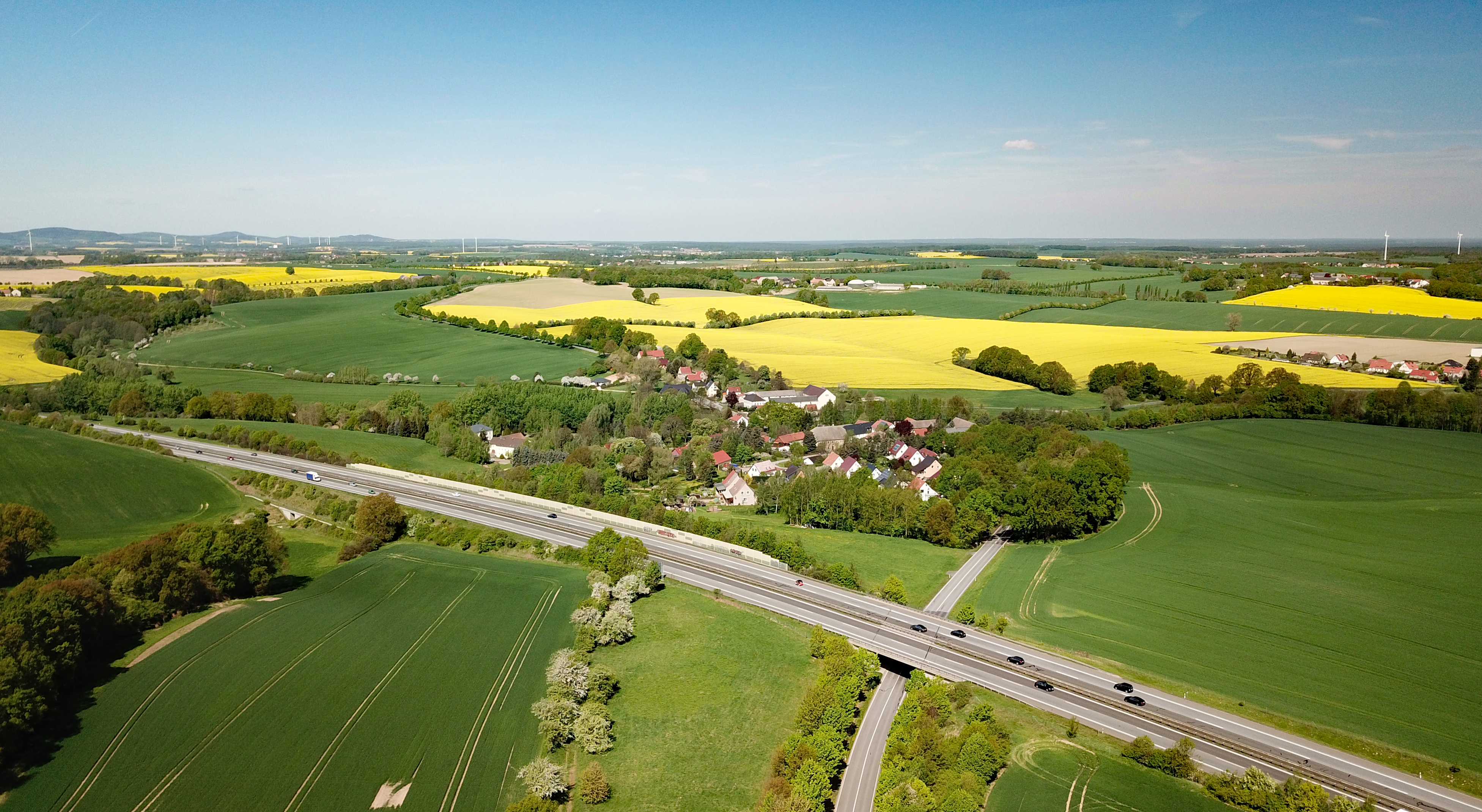
Prischwitz (Prěčecy)
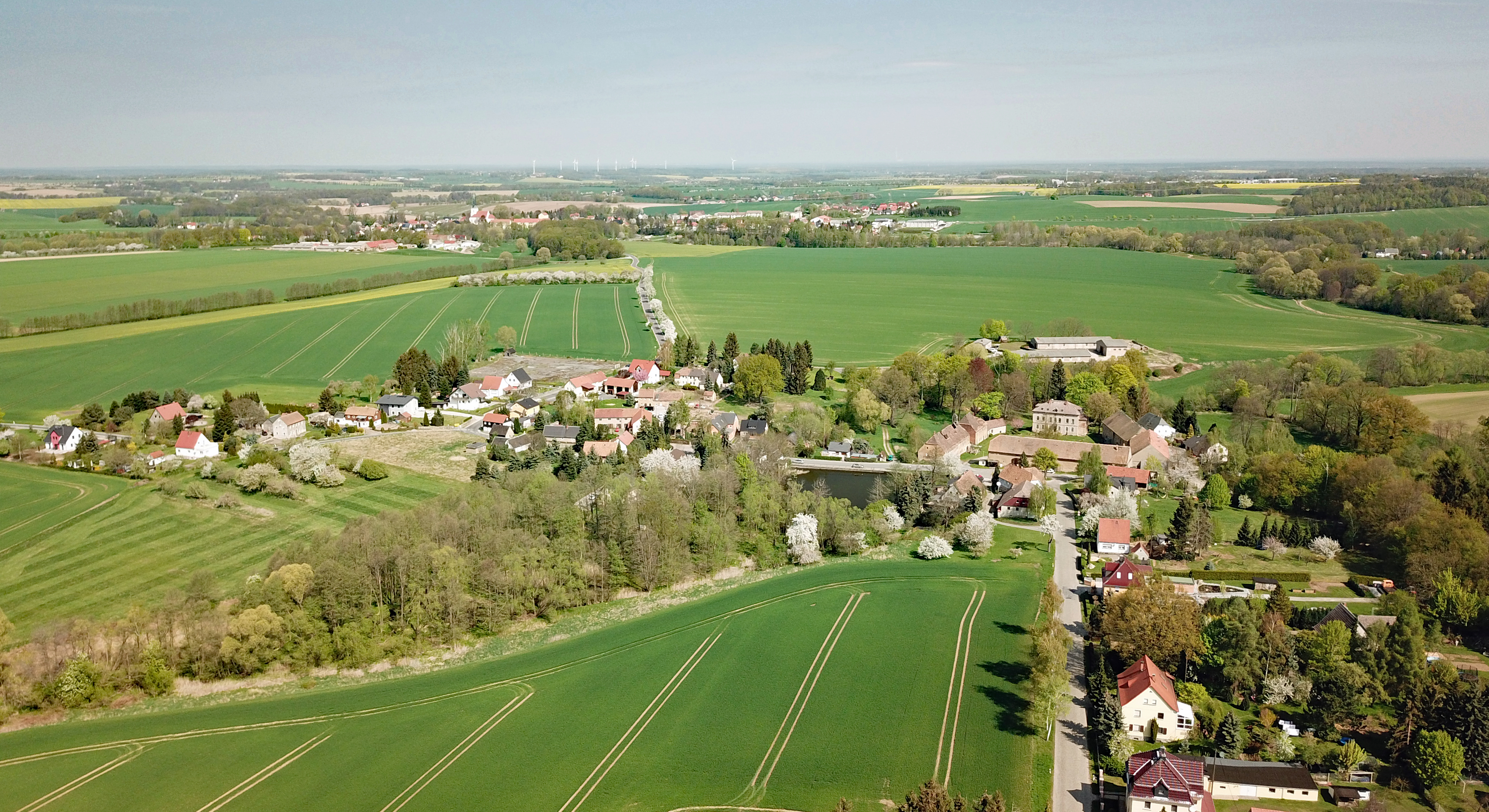
Seitschen (Žičeń)
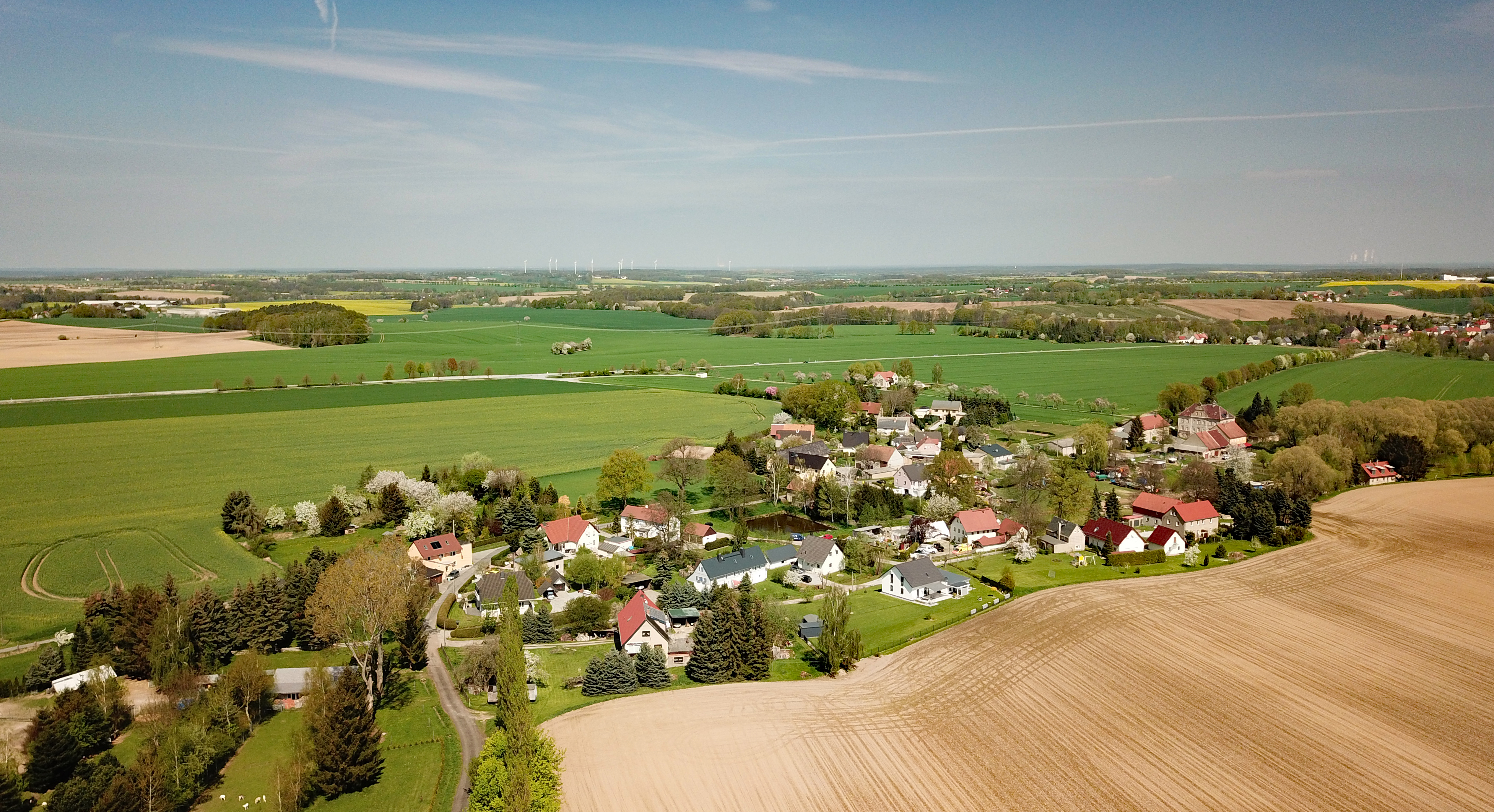
Semmichau (Zemichow)
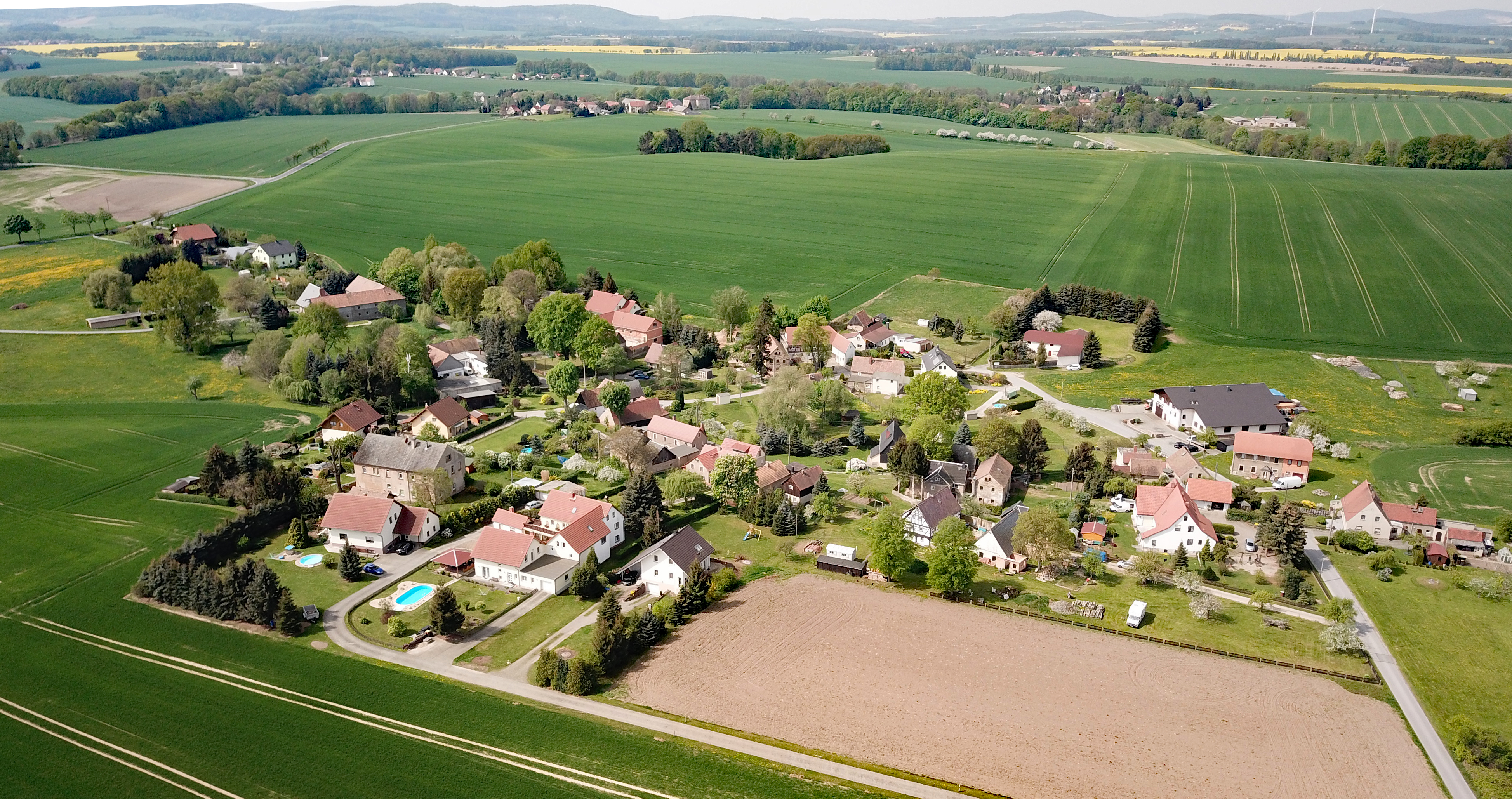
Siebitz (Dźiwoćicy)
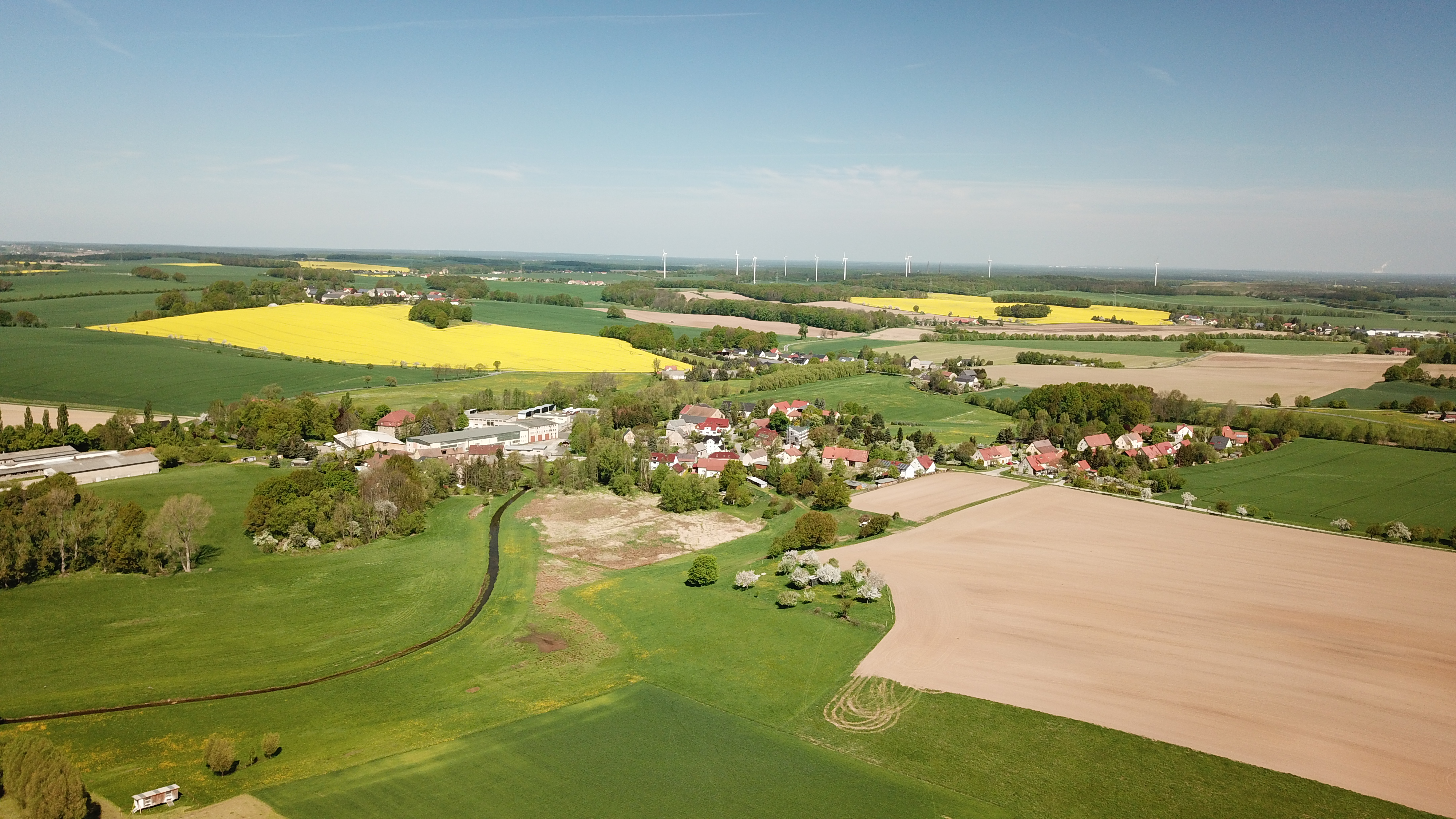
Sollschwitz (Sulšecy)
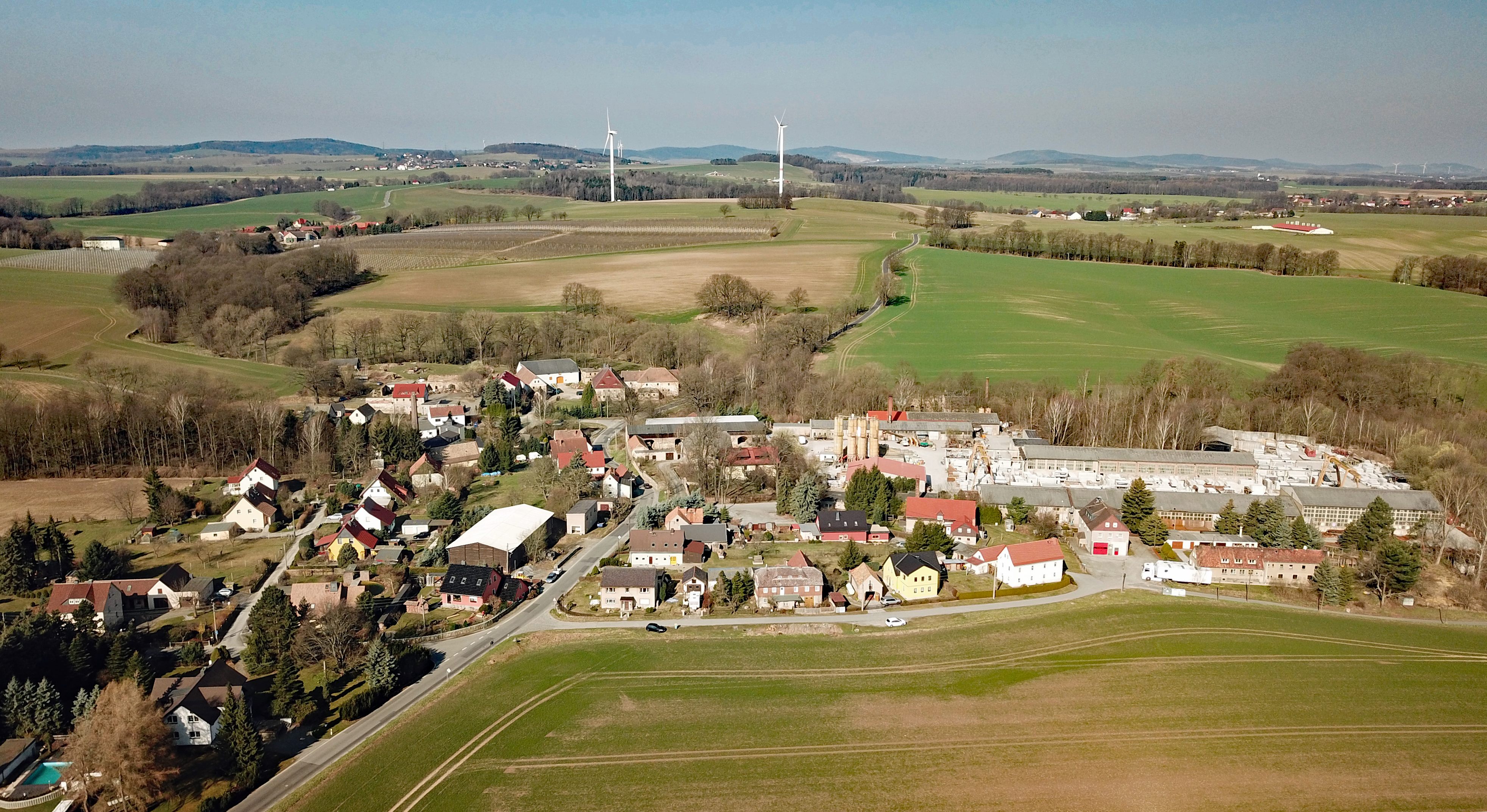
Spittwitz (Spytecy)
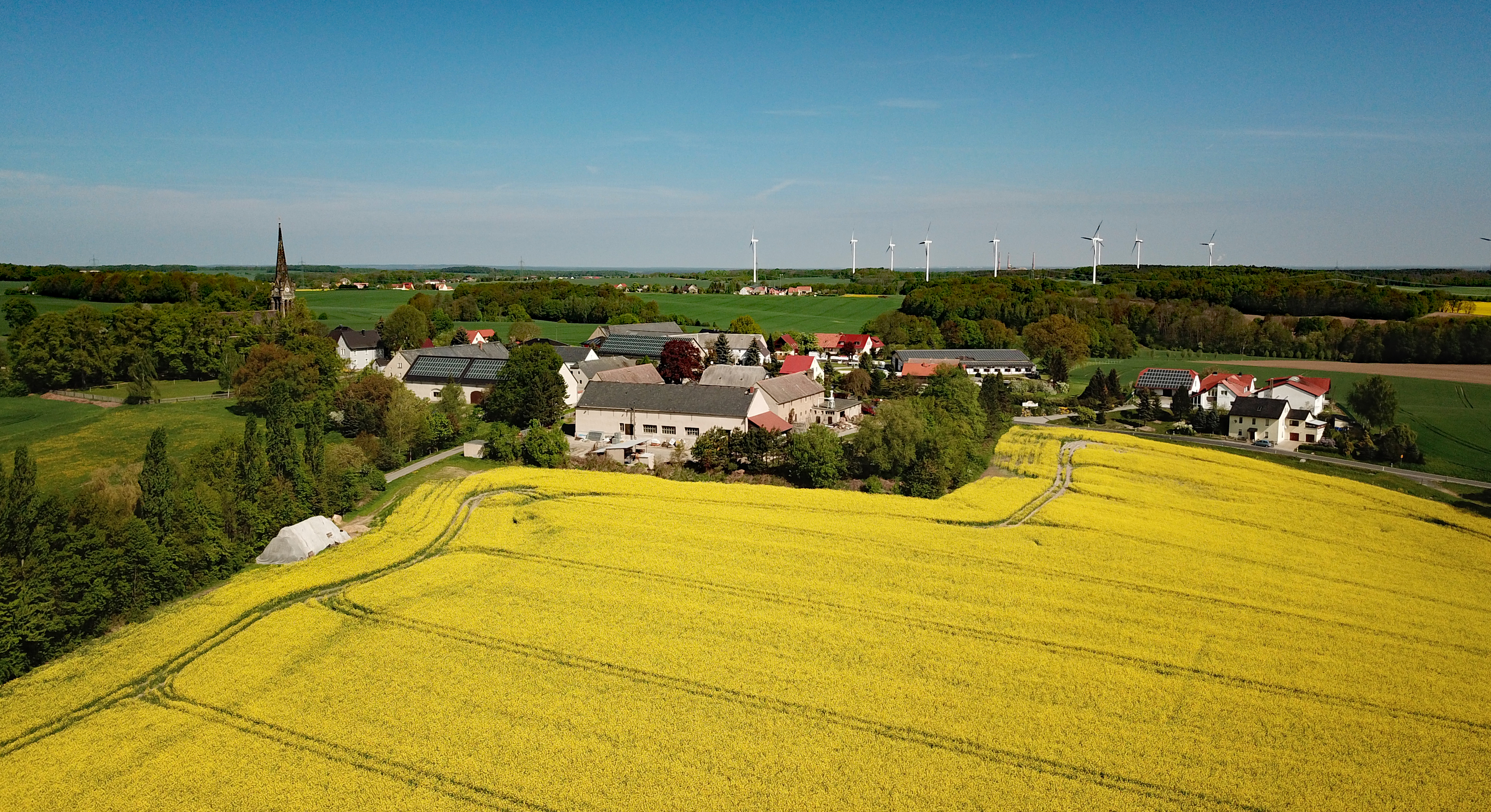
Storcha (Baćoń)
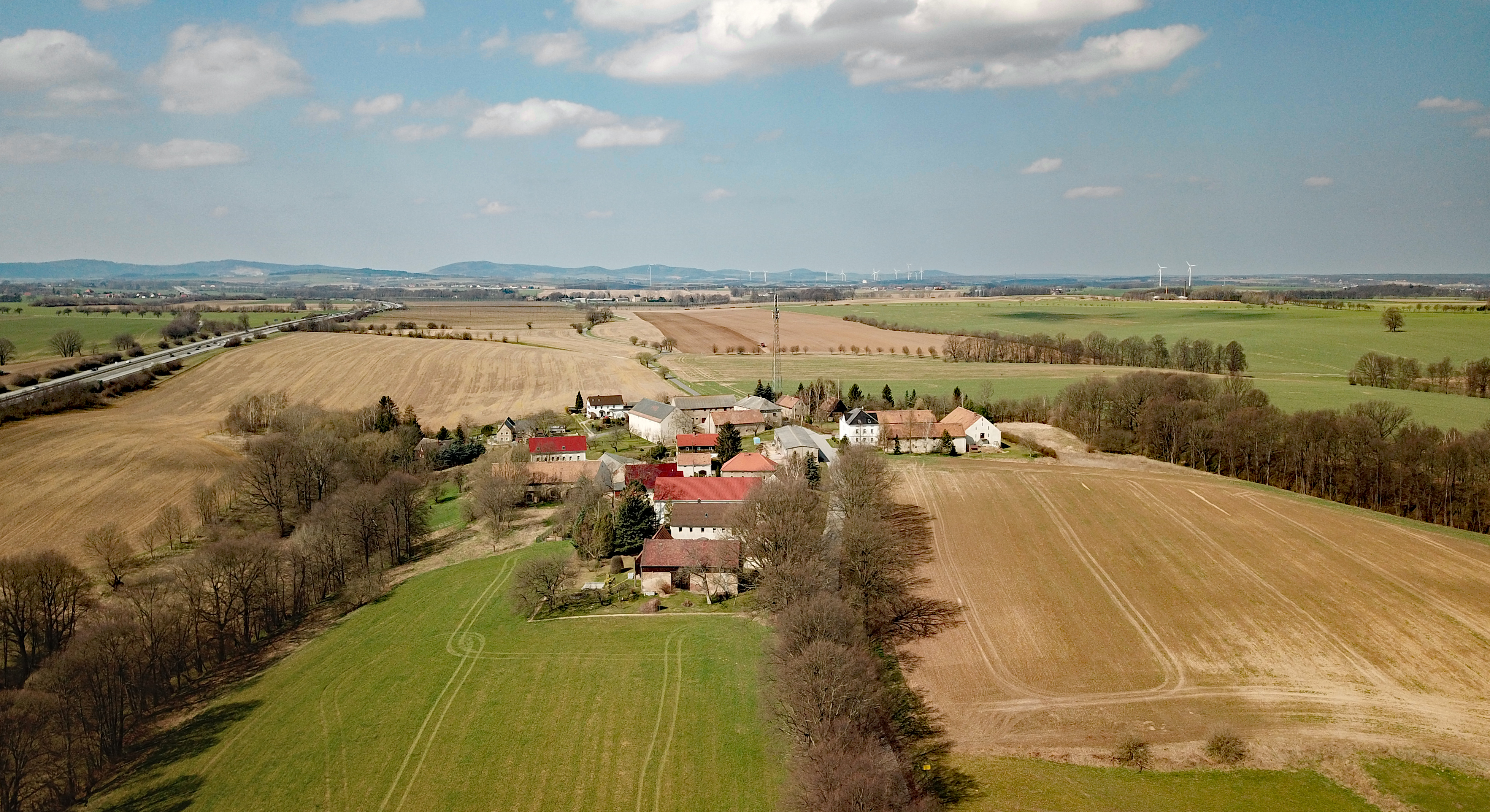
Zischkowitz (Čěškecy)
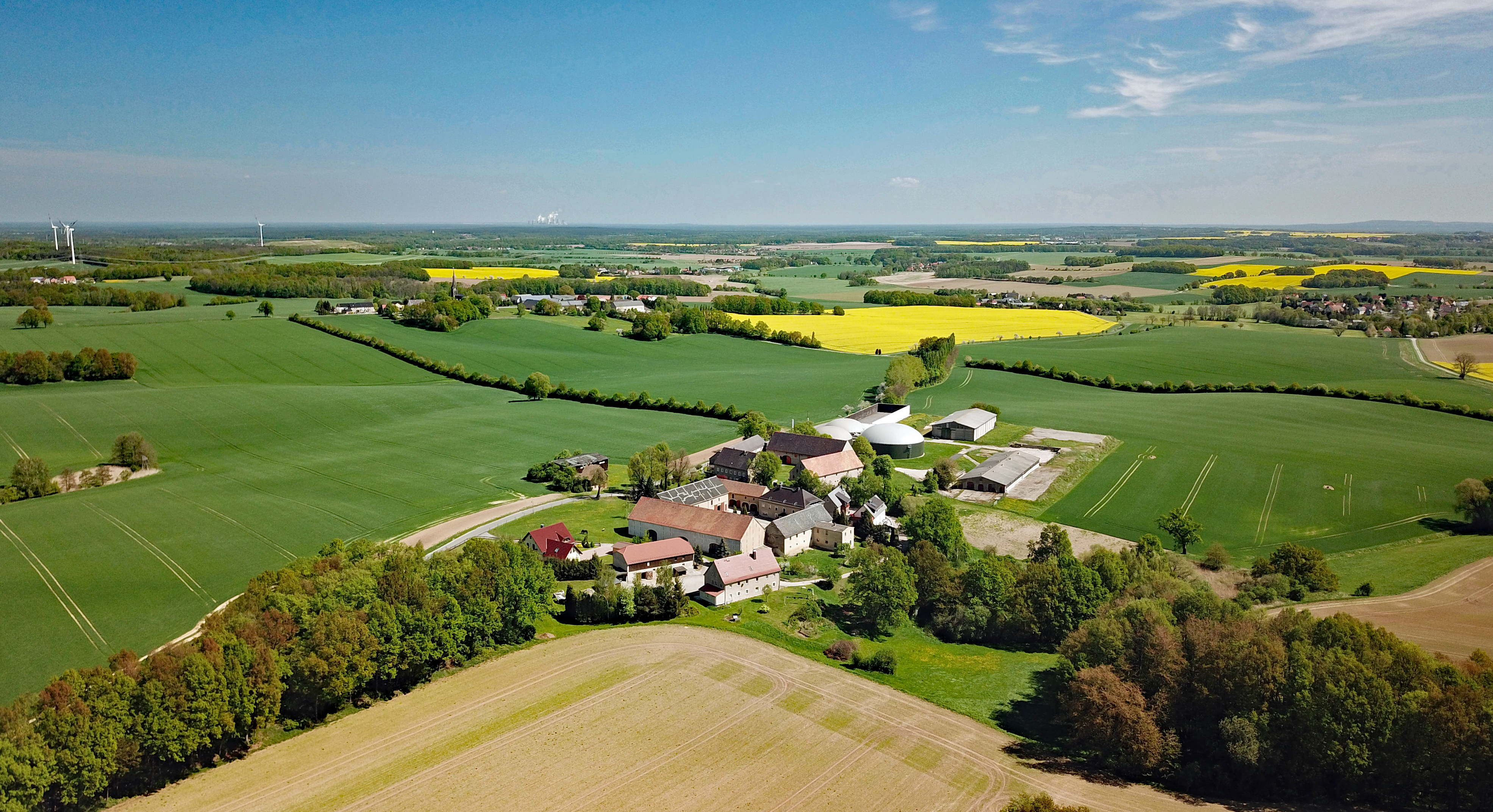
Zscharnitz (Čornecy)